# Tarja Turunen
Tarja Turunen, celým jménem po provdání Tarja Soile Susanna Turunen Cabuli, profesně známá také jen jako Tarja, (* 17. srpna 1977 Kitee), je finská zpěvačka, skladatelka a textařka, která je pro svůj původ a pro zpěv, při kterém „zamrazí“, nazývána ledovou královnou severu. Je celosvětově nejznámějším finským hlasem a jednou z nejvlivnějších umělkyň ve světě symfonického metalu.
Je profesionální klasická zpěvačka, sopránistka s hlasovým rozsahem tři oktávy. Hudbu a zpěv studovala na Sibelliově Akademii ve Finsku a hudební univerzitě Hochschule für Musik Karlsruhe v Německu.
Spolu s bývalými spolužáky Tuomasem Holopainenem a Emppu Vuorinenem založila v roce 1996 symfonicko metalovou skupinu Nightwish. Jejich kombinace tvrdých a rychlých kytarových riffů s Tarjiným dramatickým, „operním“ vokálem rychle dosáhla jak komerční popularity, tak uznání kritiků. Jejich symfonický metalový styl, brzy nazvaný „opera metal“, inspiroval mnoho dalších metalových kapel a interpretů.
Po odchodu z kapely v roce 2005 se Tarja vydala na sólovou dráhu v rockovém a klasickém žánru hudby, mezi kterými ráda boří hranice, a nejen mezi nimi. Mezi její první sólová alba patří vánoční Henkäys ikuisuudesta a rockové album My Winter Storm. Díky projektu Outlanders, který založila s EDM hudebníkem Torstenem Stenzelem, se představila také v elektronickém žánru hudby. Jejich první album s názvem Outlanders vyšlo v roce 2023.
Českou republiku často navštěvuje se svými klasickými i rockovými koncerty. Její temně pojaté klasické vánoční show jsou pro ni v Česku také již každoroční tradicí.

## Původ a studium
Tarja Turunen se narodila 17. srpna 1977 ve vesnici Puhos poblíž finského města Kitee, obklopená lesy a jezery. Její matka Ritva Sisko Marjatta pracovala ve městské správě a její otec byl tesař. Má o sedm let staršího bratra Tima a o sedm let mladšího bratra Toniho. Její rodina vždy bydlela v domě, který postavil jejich otec.
Podle svých slov od malička milovala vystupování před lidmi. Zpívala na svatbách i oslavách a účastnila se většiny pěveckých událostí v okolí. „Byla jsem prostě ta holka, co zpívá.“ Svůj pěvecký talent předvedla již ve třech letech. Od šesti let se také věnovala hře na klavír u Kirsti Nortia-Holopainen, matky Tuomase Holopainena, se kterým později založila skupinu Nightwish. Na základní škole se Tarja připojila ke školnímu sboru, učila se hrát na flétnu a piano a seznamovala se s hudební historii. Její učitel zpěvu Plamen Dimov poznamenal, že se dokázala učit mnohem rychleji než ostatní.
Její starší bratr Timo, který hrál na bubny, ji seznámil s rockovou hudbou jako Iron Maiden, Scorpions a Whitesnake. Ale rock nebyl typ hudby, který ji tehdy zajímal. Milovala Bonnie Tyler, Whitney Houston, nebo soulovou zpěvačku Arethu Franklin.
Okolo 14 let začala ztrácet hlas, když se pokoušela napodobit vysoké tóny právě Whitney Houston. V té chvíli se rozhodla, že potřebuje odborné vedení. V Kitee sice měla omezené možnosti, ale nakonec ji přijal klasicky školený učitel. Tarja uvedla, že studium u něj bylo diametrálně odlišné od všeho, co doposud znala, a že se jí otevřel nový svět klasické hudby, do kterého se rychle zamilovala. V té době se rozhodla stát profesionální zpěvačkou. A i když její rodina neměla k této hudbě vztah, od začátku Tarju podporovala. Již v patnácti letech se předvedla jako sólistka na svém prvním větším vystoupení v kostele pro zhruba tisíc lidí.
V roce 1993 nastoupila na Savonlinnskou hudební akademii (Savonlinnan Taidelukio). Během studia se její hudební vkus začal rozšiřovat. Poslouchala Stinga a Petera Gabriela, stejně jako Bon Joviho, Scorpions a Black Album od Metallicy. Také se začala zajímat o práci Sarah Brightman a poslouchat soundtrack Fantoma Opery. Nejvíce ji však oslovila crossoverová skladba „The Phantom of the Opera“, která kombinuje klasickou hudbu a rock. Ohromily ji vysoké tóny Brightman, a sama se začala zajímat o její techniku. Vysoké tóny se potom učila se svou učitelkou klasického zpěvu.
Jejím snem bylo dostat se na Sibelliovu Akademii (Taideyliopiston Sibelius-Akatemia) v Kuopiu, jedinou hudební univerzitu ve Finsku a jednu z největších v Evropě. Nejdřív se ale přihlásila na přípravný hudební kurz, který zahrnoval hru na piano, varhany, vedení sboru a zpěv. Přijímací zkoušky ze zpěvu nakonec složila se známkou Excelentní, což se stalo poprvé v historii školy. Na akademii začala studovat hudbu se specializací na kostelní zpěv.
Brzy nato se připojila k akustickému projektu Tuomase Holopainena. Původně akustickou hudbu však brzy nahradil heavy metal a Tarja se stala členkou skupiny Nightwish. V rozhovoru pro YouTube kanál Chaoszine uvedla, že díky účinkování v metalové kapele objevila v tomto žánru spoustu krásy. Jak ale popularita kapely rostla a přibývala nová alba a turné, Tarja se cítila stále unavenější z přepínání mezi studiem a účastí ve skupině. Bojovala také s pásmovou nemocí z častého cestování kvůli koncertování. Její učitelé ji ale podporovali a přesvědčovali, aby se dál držela klasické hudby. Rozhodla se přestoupit na kurz vokální hudby v kampusu v Helsinkách. Tehdy ale zjistila, kolik předsudků ve světě klasické hudby panuje. Uvědomila si, že ji jako klasickou zpěvačku kvůli její účasti v Nightwish nikdy nebudou akceptovat. Čelila dotazům, proč vůbec studuje klasický zpěv, když po světě koncertuje se svou heavy metalovou kapelou.
Chtěla pokračovat ve studiu klasické hudby, ale nechtěla se vzdát ani rocku. Rozhodla se pro studium v Německu, jelikož se německy učila od prvního stupně na základní škole. Nastoupila na hudební univerzitu Hochschule für Musik Karlsruhe v Karlsruhe, na obor se zaměřením na uměleckou píseň. Dva roky strávila pod vedením japonské mezzosopranistky Mitsuko Sirai, které dnes mj. vděčí za flexibilitu svého hlasu. Zpěvačka popisuje, že ačkoliv již znala svět klasické hudby a věděla něco o zpěvu, po první lekci jí připadalo, že neví vůbec nic. Ke konci roku 2002, kdy jí k získání diplomu zbývala jen účast na posledním koncertu, její matka onemocněla rakovinou. Tarja se s ní rozhodla zůstat. „Cítila jsem, že mě moje matka potřebuje víc, než já potřebuji kus papíru na své zdi,“ píše ve své knize. Také si již mnohokrát dokázala, že je schopná zahrát koncerty, a tak se se svým studiem v Německu rozloučila.

## Nightwish

### Založení Nightwish a začátek kariéry (1996–2001)

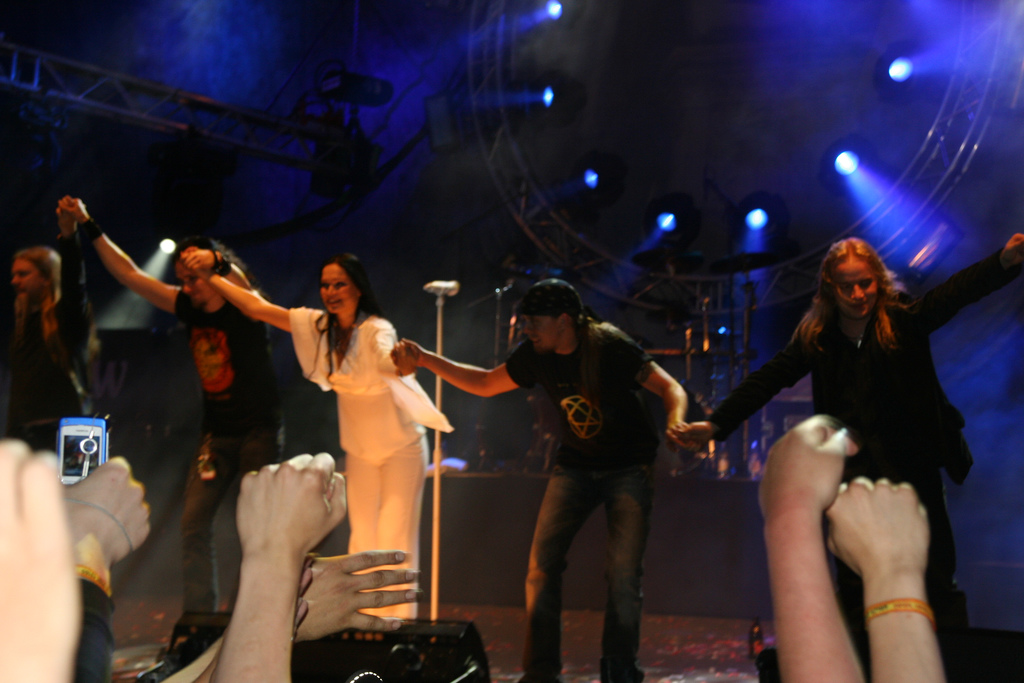
Vystoupení Nightwish

Na začátku svého studia ve Finsku dostala od hudebníka a svého bývalého spolužáka ze základní školy Tuomase Holopainena nabídku k účasti na společném akustickém projektu, který založil s kytaristou Emppu Vuorinenem. Vuorinen Holopainenovi navrhl, aby kontaktoval Tarju, kterou oba znali ze školy, a o které věděli, že ráda zpívá. Tuomas Holopainen jí v čase, kdy byla před Vánoci z univerzity doma na prázdninách, navštívil a požádal o nazpívání jejich prvního dema s akustickou hudbou. „Už od malička jsem vždycky dychtivě skočila do každé výzvy. A Nightwish byl přesně taková výzva,“ říká zpěvačka v rozhovoru pro internetový kanál Loudwire.
Jelikož Tarja již v té době nastoupila na dráhu klasické zpěvačky, byl její dramatický hlas v nahrávacím studiu pro všechny velkým překvapením. Podle Tuomase Holopainena byl příliš silný, aby dobře ladil s poměrně lehkou náladovou hudbou, což všechny členy projektu rychle dovedlo k závěru, že i jejich hudba musí „zesílit“. Emppu Vuorinen vyměnil akustickou kytaru za elektrickou a do kapely přizvali bubeníka Jukku Nevalainena a kamaráda ze školy Samiho Vänsku jako baskytaristu. Vznikla metalová kapela, kterou pojmenovali Nightwish. Tarji Turunen bylo tehdy 18 let.
Jejich druhá demo nahrávka byla dokončena v září 1997 a oproti první, čítající tři skladby, byla podstatně silnější a dramatičtější. Holopainen se s ní následně úspěšně pokusil oslovit finské hudební vydavatelství Spinefarm Records, a jejich debutové album vyšlo v říjnu 1997 pod názvem Angels Fall First. Album obsahovalo jedenáct skladeb kombinujících heavy metal s klasickou hudbu, a i k překvapení vydavatelství se dostalo ve finských hitparádách až mezi prvních 40 skladeb. Skupina Nightwish slavící první úspěch tak začala následně koncertovat po klubech.
Tarja Turunen se však kromě Nightwish věnovala i vlastnímu vystupování a v téže době se zúčastnila Savonlinnského operního festivalu, kde zazpívala několik árií od Richarda Wagnera a Giuseppe Verdiho, čímž se zapsala do povědomí posluchačů jako zpěvačka dvou odlišných hudebních žánrů – heavy metalu a klasické hudby.
V interview pro Chaoszine z roku 2023 uvedla, že pro ni jako klasickou zpěvačku bylo ze začátku těžké sladit svůj lyrický zpěv s metalovou hudbou a, že nechtěla znít příliš operně. Dokázala si však najít techniku, jak svůj hlas účinně přizpůsobit. Říká: „Byla jsem na začátku obojího: metalového i lyrického zpěvu. Musela jsem najít cestu někde uprostřed, abych dokázala svůj hlas projektovat do metalových písní.“ Popisuje, že ze začátku nebyla schopná svůj hlas přes hlasitou hudbu slyšet a musela si dávala pozor, aby na něj netlačila, protože by ho tím mohla zničit. Vždycky se ale stoprocentně soustředila, aby svému hlasu neublížila.
V roce 1998 vydala s Nightwish další album s názvem Oceanborn, které oproti minulému obsahovalo podstatně rychlejší a melodičtější klávesové a kytarové riffy, a bylo také mnohem experimentálnější a lépe produkované. Album se brzy dočkalo dokonce titulu platinové desky a skupinu Nightwish ihned vyneslo na vrchol. Tarja Turunen se následně ocitla na titulních stranách spousty rockových a metalových magazínů jako například Metallian, Blue Wings, Metal Hammer, Rock Hard, Metal Heart aj. Ve velkém množství z nich ji také čtenáři zvolili nejlepší zpěvačkou roku. O rok později se také vydala s Nightwish na jejich první turné; k tomu jedenáctkrát vystoupila jako sólistka i ve Finské národní opeře (Suomen Kansallisooppera ja -baletti).
V letech 2000 až 2001 vydala kapela Nightwish další dvě alba: Wishmaster a Over The Hills And Far Away a obě se stala po pár týdnech taktéž platinovými (Over The Hills And Far Away dokonce dvakrát). Obě alba předcházela dalšímu velkému turné Wishmaster World Tour po Evropě a Jižní Americe. Během něj se Tarja také seznámila s argentinským obchodníkem a majitelem nahrávací společnosti NEMS Enterprises Marcelem Cabulim, za kterého se 31. prosince 2002 nakonec provdala.
V roce 2001 byl z kapely vyhozen baskytarista Sami Vänska. Nahradil ho Marko Hietala, který Tarju také doprovázel na dvou příštích albech jako zpěvák.

### Vrchol slávy Nightwish a další alba (2002–2005)

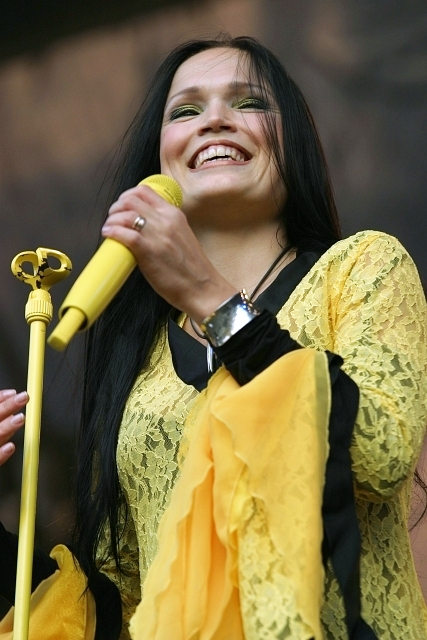
Tarja Turunen na festivalu v Pukkelpop 19. srpna 2005

V roce 2002 se Tarja Turunen znovu vrátila ke studiu na německé hudební univerzitě (Hochschule für Musik Karlsruhe) v německém Karlsruhe, které doufala dokončit během kapelou plánované přestávky v roce 2003. Kvůli svému odjezdu se již nemohla zúčastnit nahrávání alba Century Child osobně, ale Tuomas Holopainen jí demonahrávky poslal poštou. V interview v roce 2002 Holopainen i Tarja shodně uvedli, že není rozdíl, jestli ona žije v Helsinkách nebo v Německu. Tarja také v rozhovoru přiznala, že ji překvapily nezvykle temné motivy písní, ale že je jí to bližší než optimističtější témata.
V roce 2002 v německém metalovém časopise Metal Hammer také přiznává, že se nikdy nepodílela na psaní písní, pouze vokálních linek a části sboru, a nikdy nebyla členem kapely v běžném smyslu. „Oni jsou kapela a já se k nim připojím, když je potřeba můj hlas. Takže zkoušíme pár dní před začátkem turné, a pro mě to tedy není velká změna. Nechci zasahovat do Tuomasova stylu psaní písní.“ Dodává ale, že byla šokována, když texty poprvé četla, protože se jí zdály velmi osobní, a proto pro ni bylo těžké je zpívat.
Během nahrávání nového alba si našla čas i pro hostování na desce Beto Vázquez Infinity stejnojmenné argentinské symfonic-power metalové kapely, na které byly vokální linky nazpívané Tarjou velkým pomocným prvkem. Deska se prodávala po celé Evropě.
Album Century Child vyšlo 25. května 2002 a následovalo další turné.
Tarja se zároveň zúčastnila turné po Jižní Americe s názvem Noche Escandinava („Skandinávská noc“), kterého se zúčastnilo i několik ostatních finských operních umělců. Po návratu ke studiu do Karlsruhe se začala věnovat nahrávání dalšího alba.
Album s názvem Once vyšlo v červnu 2004 a v žebříčcích opět ihned obsadilo nejvyšší pozice. O měsíc později se také stalo nejprodávanějším albem v celé Evropě a dvakrát získalo titul platinové desky. V roce 2023 v rozhovoru Chaoszine Tarja uvedla, že cítila, že na tomto albu bylo vše v dokonalé harmonii: kapela, její hlas i hudba. Ještě téhož roku se vydala s Nightwish na jejich dosud největší turné s názvem Once Upon a Tour a zopakovala si také turné Noche Escandinava. Na konci velmi náročného roku 2004 ještě stihla vydat svůj první sólový singl Yhden enkelin unelma („Sen jednoho anděla“), který byl v krátké době taktéž oceněn platinovou deskou a ve finských žebříčcích hitparád ji vrátil opět na první pozici. Po tomto úspěchu začala na jaře 2005 spolupracovat s německým zpěvákem Martinem Kesicim na duetu „Leaving You for Me“, který později vyšel i s videoklipem.

### Propuštění z Nightwish (2005)

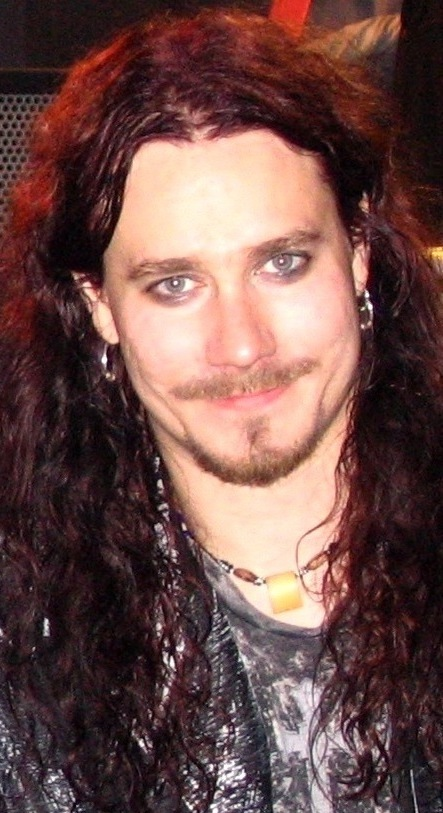
Tuomas Holopainen v roce 2007

Vztahy skupiny Nightwish, respektive Tuomase Holopainena s Tarjou Turunen, se poprvé výrazně zhoršily po jejím sňatku s Marcelem Cabulim, který se stal jejím manažerem. Kapela ho v otevřeném (veřejném) dopise, skrz který zpěvačku později vyhodila, obvinila, že ji změnil z milé dívky v divu.
Kapela Tarji v dopise dále vyčetla, že kvůli jejím vlastním koncertům a kamarádům chce zrušit vyprodaný koncert v Oslu a že neplní sliby, které dala fanouškům. Její manažer Marcelo Cabuli vysvětlil, že se jednalo o koncert pro 1500 lidí, což pro kapelu jako Nightwish nedávalo v Západní Evropě smysl. Vyjádřil také překvapení, že koncert je již vyprodaný, protože o jeho existenci teprve diskutovali a Tarji se doposud nikdo nezeptal. Nikdy ale z její strany nevzešel požadavek koncert zrušit. Zpěvačka se podle Cabuliho nakonec naopak rozhodla zrušit své plány na zkoušení vlastních vánočních show a zůstat kvůli koncertu Nightwish v Oslu.
Skupina ji také obvinila z chamtivosti a sobectví, a že se neustále musí přizpůsobovat jejím požadavkům. Zpěvačka na to později reagovala, že v době, kdy se kapele vedlo dobře, požadovala například svou vlastní šatnu oddělenou od ostatních mužských členů, a cestování letadlem místo autobusem, ve kterém se neustále pořádaly večírky a kouřilo, takže se v něm nemohla vyspat. Jejímu hlasu také vadila neustále běžící klimatizace. Tarja uvádí, že všechny tyto věci byly překážkou k tomu, aby dokázala na pódiu podávat odpovídající výkon jako zpěvačka. Nabídla ostatním, aby cestovali s ní, ale odmítli. Dodává, že se zvyšujícím se úspěchem kapely cítila, že je na členy vyvíjen velký tlak.
V prosinci 2004 po koncertu v německém Oberhausenu kapele otevřeně sdělila, že by chtěla kapelu opustit, ale zavázala se k dokončení dalšího alba i k účasti na následujícím turné plánovaném na roky 2006/2007. Jejich poslední společný koncert se však uskutečnil 21. října 2005 v Hartwall Arena v Helsinkách (koncert byl vydán v roce 2006 na DVD pod názvem End of an Era). Tarja po něm obdržela otevřený dopis, ve kterém ji kapela informovala o ukončení spolupráce s odůvodněním jejího propuštění. Nightwish dopis současně zveřejnil na svém webu. Tarji bylo doporučeno dopis otevřít až druhý den.
Zpěvačka své vyhození z kapely okomentovala: „Na odchod jsem se chystala již dva a půl roku. Chtěla jsem odejít po vydání dalšího alba, a začít sólo kariéru, nicméně mě ranilo, jakým neosobním způsobem mi členové kapely dali najevo svůj názor. Dospěli jsme ke stejnému výsledku, jen mě mrzí, že mi to nikdo neřekl do očí.“ Tarja ve vlastní otevřené odpovědi také napsala: „I když existovalo tolik různých možností a způsobů, jak vyjádřit, co mi chtěli dopisem sdělit, stále nedokážu pochopit, jak se rozhodli s tím naložit. Je mi líto, že mě kluci tak vyvedli z omylu. V tom, jak mě popsali, se vůbec nepoznávám. Byli jsme spoluhráči v kapele 9 let, zažili jsme dobré i horší časy. Myslela jsem, že je znám, ale mýlila jsem se.“ Dodala, že byla připravená svůj odchod také oznámit veřejně, ale jiným způsobem, než jak to udělala kapela.
Na tiskové konferenci uspořádané po svém vyhazovu pronesla:
| „               | Možná jednoho dne odpustím, ale nikdy nezapomenu. | “ |
| — Tarja Turunen |                                                   |   |

Tuomas Holopainen v roce 2005 v rozhovoru sdělil, že Tarjin přístup a hodnoty se stále více lišily od zbytku kapely a že se v posledních měsících od skupiny úplně oddělila a neexistoval způsob, jak jí osobně sdělit rozhodnutí, které bylo směsicí bolesti, naděje a úlevy.
Kvůli pokračujícímu zájmu médií její manžel Marcelo Cabuli v únoru 2006 zveřejnil na webu zprávu o situaci. Požádal, aby mu každý, kdo má nějaké otázky, poslal e-mail. V červnu 2006 Cabuli zveřejnil obsáhlou odpověď na mnoho dotazů, které obdržel. Na otázky související s nařčením z chamtivosti odpověděl vysvětlením, že se kapela dohodla na rozdělení výdělků ve smlouvě při vzniku Nightwish. Na základě této smlouvy dostal každý člen kapely pevný podíl 20 % z příjmu kapely. Marcelo Cabuli dodal, že na rozdíl od jiných, Tarja nikdy nebojovala o dodatečné honoráře pro skladatele.
Tarja ve své knize Singing In My Blood napsala, že byla na turné vždy sama a nikdo se o ni moc nestaral. Vždycky byla holka v mužském světě, a proto pro ni bylo nové, když se k ní Marcelo Cabuli chovat jako k ženě. Od začátku ji ve všem podporoval a pomáhal.
Po téměř roce hledání Tarju v kapele nahradila švédská zpěvačka Anette Olzon.

## Sólová dráha

### My Winter Storma vánoční album (2005–2009)

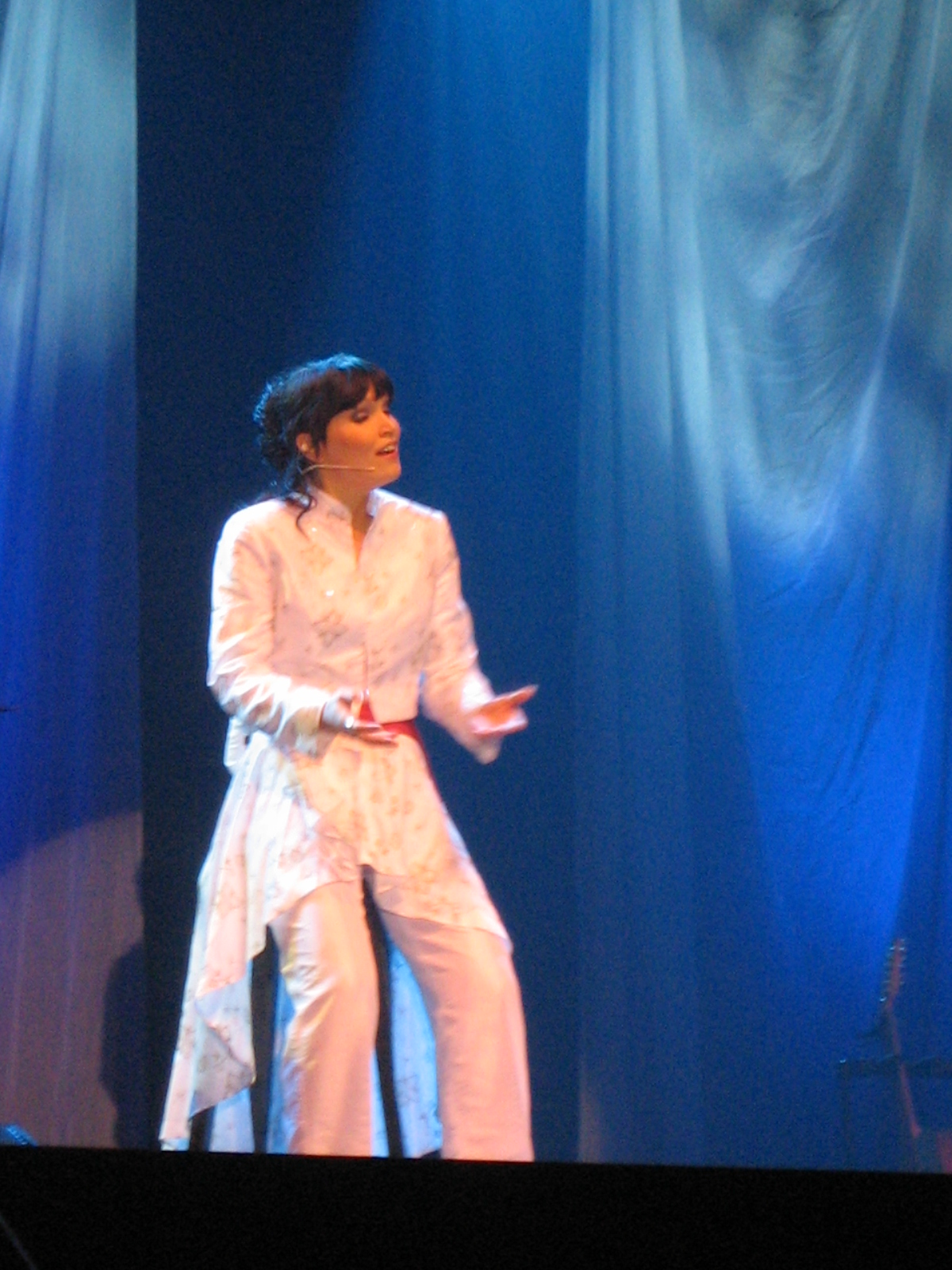
Tarja Turunen na vánočním koncertu 3. prosince 2006

Do konce roku 2005 se Tarja zúčastnila ještě několika klasických koncertů ve Finsku, Německu, Španělsku i Rumunsku. O rok později opět vystoupila i na Savollinském operním festivalu, kde byla tentokrát uvedena již jako hlavní zpěvačka a po boku finského tenoristy Raima Sirkiä zazpívala několik árií od Giacoma Puncciniho, Giuseppe Verdiho i Andrewa Lloyda Webbera. V prosinci se také zúčastnila i živě vysílaného obřího koncertu pro 450 tisíc diváků v Sibeliově Síni ve finském Lahti a koncem roku byla dokonce nominována na finskou hudební cenu Emma-gaala pro nejlepší sólistku roku 2006.
V roce 2006 se převážně věnovala nahrávání svého prvního sólového alba Henkäys Ikuisuudesta (~ Dech z nebes), které vydala 8. listopadu 2006. Album obsahovalo covervezre klasických vánočních hitů jako například „Happy Xmas (War Is Over) od Johna Lennona nebo „Happy New Year“ od popové skupiny ABBA. Některé skladby nazpívala i s dětskými sbory. Dne 7. listopadu 2006 také vystoupila na charitativním koncertu Tomorrow's Child pro dětský fond UNICEF.

Tarja práci na svém prvním sólovém rockovém albu začala v roce 2006. Ve své knize přiznává, že na začátku své sólové kariéry cítila frustraci, jelikož se od ní čekalo, že bude produkovat stejnou hudbu jako v Nightwish, a že to od ní očekávalo i vydavatelství. „Proč bych měla duplikovat něco, co už jsem jednou dělala?“ píše. Toužila vytvořit něco nového, vyvinout nový zvuk. Milovala heavy metal, přála si zahrnout kytary, symfonický orchestr a zároveň vytvořit takovou hudbu, která by naháněla posluchačům husí kůži, jako kdyby poslouchali soundtrack k hororovému filmu. Zároveň přiznala i nejistotu, protože doposud neměla žádné zkušenosti s psaním rockových písní, a tak ji její vydavatelství poslalo na kemp na španělský ostrov Ibiza, kde strávila skoro dva týdny se třemi různými týmy textařů, skladatelů a muzikantů, aby jí pomohli se skladbami pro její první sólové metalové album My Winter Storm (~ Má zimní bouře). O orchestrální složku pro My Winter Storm se později postaral skladatel filmové hudby James Dooley. Videoklip prvního vydaného singlu „I Walk Alone“ natáčel Jöhn Hetmann, stejný režisér, který je také zodpovědný za videoklip Nightwish „Sleeping Sun“, novější verzi z roku 2005. Videoklip byl natočen také pro píseň „Die Alive“. 

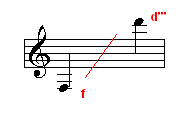
Hlasový rozsah v albu My Winter Storm (od F3 do D6).

Album bylo vydáno 19. listopadu 2007, a stejně jako její předchozí alba s Nightwish brzy obsadilo v hitparádách první místa. Ve Finsku se také dočkalo platinového titulu, v Rusku dokonce dvakrát a i v České republice vyhrálo titul zlaté desky. Krátce po vydání alba se Tarja vydala na velké propagační turné Storm World Tour, během kterého vystoupila na 95 koncertech po celé Evropě a Severní i Jižní Americe. Pětkrát také zavítala i do České republiky (Zlín: 11. května 2008, Praha: 21. října 2008, Ostrava: 22. října 2008, Festival Benátská noc na Malé Skále: 24. července 2009, Pardubice: 16. října 2009) a na konci roku 2008 ještě stihla vydat i své první sólové EP album nazvané The Seer (~ Věštec).
„Na začátku jsem neměla nic, ale nakonec jsem získala všechno: kapelu, se kterou jsme si blízcí i album plné mých vlastních písní, se kterými můžu poprvé vystupovat,“ píše ve své knize.
V roce 2009 si dala od skládání přestávku, ale kromě spousty koncertů se také podílela třemi skladbami na finském charitativním vánočním albu Maailman kauneimmat joululaulut (~ Nejkrásnější koledy na světě), které vyšlo 18. listopadu 2009 prostřednictvím Universal Music. Své tři skladby později vydala pod stejným názvem i jako singl. V prosinci roku 2009 se Tarja také spojila s německou hardrockovou skupinou Scorpions a společně nahráli skladbu „The Good Die Young“, která později vyšla i na jejich albu Sting in the Tail. Zpěvák Klaus Meine o skladbě pronesl, že byla napsána „o lidech, kteří se staví za mír a svobodu ve světě, který se každým dnem vzdaluje od rovnováhy“. Tarja se Scorpions píseň také několikrát zazpívala naživo a 22. července 2011 ji na Saimaa Open Air festivalu ve Finsku s kapelou věnovala obětem masakru na norském ostrově Utøya, který se odehrál téhož dne.

### What Lies Beneath,Colours in the Darka experimentování v hudbě (2010–2013)

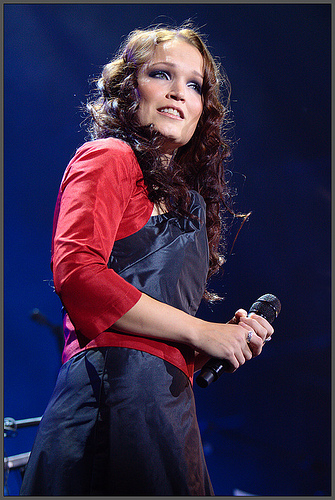
Tarja Turunen na koncertu 10. ledna 2012

V lednu 2010 začala nahrávat své třetí sólové album What Lies Beneath (~ Co se skrývá dole), které také sama produkovala. Album poprvé vyšlo ve Finsku 1. září 2010 a jeho ústřední téma zní: všichni žijeme na povrchu a bojíme se prozkoumat, co leží pod ním. Některé písně se vypořádávají s temnějšími tématy jako násilí na dětech nebo jaké je to žít s někým, jehož temnota se vyjeví až později. Píseň „In for a Kill“ je zase tematicky spojená se skrytými praktikami zabíjení žraloků v Asii a má bondovskou atmosféru. A zatímco písně jako „Naiad“ a „The Archive of Lost Dreams“ se inspirují podvodním fantasy světem,  pro „Anteroom of Death“ chtěla být Tarja podle svých slov více experimentální a použít nezvyklé hlasové aranžmá jako je tomu u „Bohemian Rhapsody“ od skupiny Queen. Album také zahrnuje coververzi písně „Still of the Night“ od britské hard rockové skupiny Whitesnake. Oproti předchozímu albu What Lies Beneath“ obsahovalo masivnější vokály, orchestr i mnohem tvrdší metalové prvky. Pro písně „I Feel Immortal“, „Falling Awake“ a „Until My Last Breath“ byly natočené videoklipy. Bylo to její poslední album pod značkou Universal Music.
Turné What Lies Beneath Final Tour probíhalo na začátku roku 2012 a začalo dvěma koncerty v České republice (13. ledna ve Zlíně a 14. ledna v Pardubicích). Na některých koncertech, včetně toho na vizovickém festivalu Masters Of Rock 2010, byla také doprovázena živým orchestrem (na Master of Rock konkrétně zlínským orchestrem Filharmonie Bohuslava Martinů). Pro české fanoušky zde také česky zazpívala árii „Měsíčku na nebi hlubokém“ z Dvořákovy Rusalky. Na koncertech v rámci turné předvedla i dvě nové skladby „Into the Sun“ a „Never Enough“ z připravovaného alba Colours in the Dark. Dne 24. srpna 2012 také vyšlo její první oficiální živé album i DVD pod taktovkou nahrávací společnosti earMUSIC nazvané Act I: Live in Rosario (někdy pouze Act I), které nabízí převážně směs písní z její sólové kariéry, které předvedla na koncertě v argentinském Rosariu.
V roce 2011 Tarja představila nový čtyřčlenný projekt s názvem Harus. Mezi členy kromě Tarji patřil také varhaník Kalevi Kiviniemi, kytarista Marzi Nyman a bubeník Markku Krohn. Společně začali koncertovat po Finsku již v roce 2006 a po zformalizování skupiny vydali 25. listopadu 2011 živé klasické album a DVD s názvem In Concert – Live at Sibelius Hall , které sestávalo z dvanácti skladeb předvedených během koncertu v Sibeliově Síni (Sibeliustalo) v Lahti. Albu také předcházel singl „Walking In The Air“, který vyšel 17. listopadu 2011. Jednalo se o první projekt pod jejím novým vydavatelstvím earMusic. Zpěvačka ve své knize píše, že hledala vydavatelství, které by bylo ochotné vydávat i její jiná než rocková alba. Album jí podle jejích slov pomohlo najít rovnováhu mezi klasikou a rockovou hudbou.
V květnu 2013 Tarja oznámila vydání dalšího rockového alba s názvem Colours in the Dark (~ Barvy v temnotě) a 31. května vydala první skladbu z nového alba „Never Enough“ jako singl. Album nese myšlenku, že ve všem je obsažená temnota a temnota pohlcuje všechny barvy. Tarja zde chtěla být více experimentální a použít například „ujetou instrumentální hru“ a dodat strašidelný zvuk pomocí nástrojů jako je skleněná harmonika nebo duduk, což je arménský dřevěný nástroj, který poprvé slyšela na albu Passion od Petera Gabriela. V písni „Lucid Dreamer“ také využila hlas své právě narozené dcery Naomi. Na každém albu se zpěvačka snaží vyprávět fantasy příběh, který je v Colours In The Dark zastoupen písní Medusa. Album Colours In The Dark vyšlo 30. srpna 2013 a opět jej následovalo další turné Colours In The Road, které Tarja zahájila 17. října koncertem v Olomouci. Videoklipy byly natočeny pro písně „Victim of Ritual“, „Never Enough.“ a „500 Letters“. Poslední jmenovaná reflektuje zpěvaččinu reálnou zkušenost se stalkingem.
30. května 2014 Tarja vydává album Beauty & the Beat, na kterém zaznívá spolu s americkým bubeníkem Mkem Terranou. Jednalo se o projekt, který měl demonstrovat její vášeň pro rock a klasickou hudbu, a který zahrnoval orchestr, sbor a bicí nástroje, za něž usedl právě Terrana. Album obsahovalo coververze písní rockových kapel Led Zeppelin nebo Queen. Zazněla ale i píseň „Swanheart“ od Nightwish nebo Tarjina vlastní skladba „Witch-Hunt“, která se v roce 2016 objevila i na jejím albu The Brightest Void. Mezi klasickými písněmi zazněla například skladba „Měsíčku na nebi hlubokém“ od českého skladatele Antonína Dvořáka, kterou Tarja nazpívala v češtině, nebo operetní píseň „Mein Herr Marquis“ od německého hudebního skladatele Richarda Strausse. S koncerty zavítala v dubnu 2013 i do České republiky, kde ji doprovázela Filharmonie Bohuslava Martinů.
V roce 2013 byla Tarja pozvána k dalšímu hostování na albu Tubular Beats anglického hudebníka a skladatele Mikea Oldfielda. Kromě zpěvu se na skladbě „Never Too Far“ podílela také složením textu a melodie. Později tuto píseň hudebně přepracovala pro své album Outlanders z roku 2023. Verzi pro Outlanders také znovu nazpívala méně operním hlasem, aby se více hodil pro elektronickou hudbu.
Další spoluprací v roce 2013 pro ni bylo také hostování nizozemské symphonic metalové skupině Within Temptation na nahrávání skladby „Paradise (What About Us?)“, která později vyšla na stejnojmenném EP albu 27. září 2013 jako titulní skladba. Tarja tuto skladbu zařadila i na své vlastní prequelové album The Brightest Void. Na ryze symfonicko-metalové skladbě se podílela svým zpěvem po boku zpěvačky a frontmanky Sharon den Adel, se kterou se také poprvé osobně setkala. Tarja se k Within Temptation několikrát připojila i na jejich koncertech jako například na festivalu Hellfest v roce 2016, nebo na Masters of Rock v roce 2019. Očekávalo se, že se zpěvačka k Sharon den Adel opět připojí na Masters of Rock v roce 2023, ale kvůli celodenním zdravotním problémům se rozhodla předem zpěvačce i pořadatelům festivalu omluvit a odehrát jen svůj koncert.

### The Shadow Selfa první temné Vánoce (2014–2018)

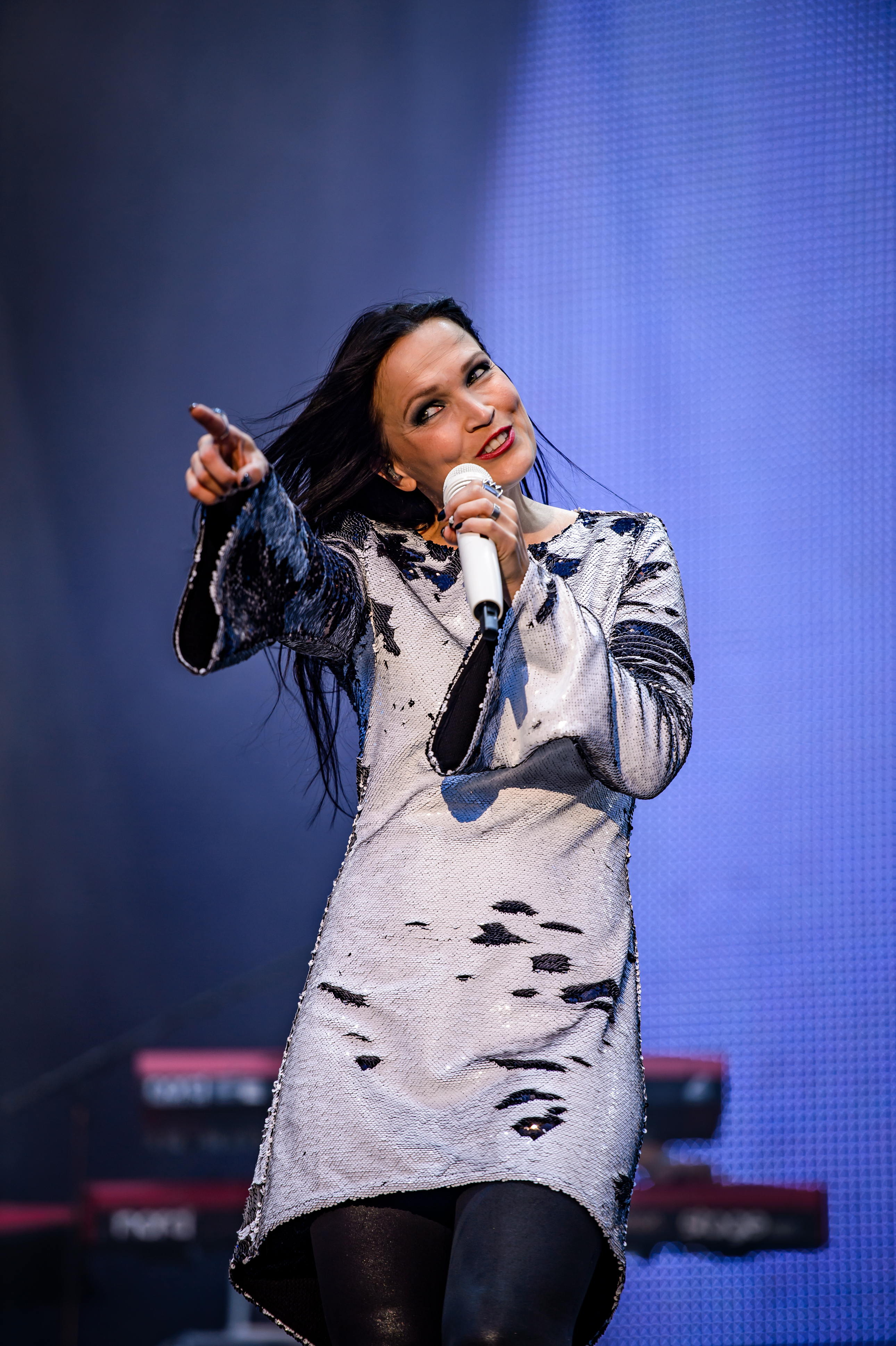
Tarja Turunen na festivalu Wacken Open Air 5. srpna 2016

V září 2015 Tarja vydala klasické album Ave Maria En Plein Air, kde nazpívala dvanáct verzí písně „Ave Maria“ od různých skladatelů, například francouzského skladatele Camille Saint-Saënse nebo ruského kytaristy a skladatele Vladimíra Vavilova. Album také obsahuje její vlastní verzi písně „Ave Maria“, kterou sama složila. Pro verzi od italského skladatele Paola Tostiho byl vydán videoklip. Turné v Evropě pro toto album probíhalo v prosinci téhož roku.
V roce 2015 se zúčastnila jako jeden z trenérů finské televizní soutěže Voice of Finland, kde vyhrála členka jejího týmu. Tarja také v médiích začala prozrazovat detaily o dalším novém rockovém albu. V březnu 2016 poté na svém oficiálním profilu na Facebooku oznámila název nového alba The Shadow Self (~ Stínové já) a jeho vydání naplánované na 5. srpna 2016. Ve své knize popisuje, že při psaní alba ji inspirovaly protiklady ve všem, včetně nás, jako láska a nenávist. Velmi ji také ovlivnila slova skotské zpěvačky Annie Lennox, když řekla, že skrytá temnota uvnitř dává umělcům svobodu tvořit.
Albu předcházel singl „No Bitter End“ i s videoklipem (vydán 20. dubna 2016) a 3. června bylo dokonce vydáno i EP album The Brightest Void (~ Nejjasnější prázdnota), které obsahovalo některé skladby z nového alba a malou edici, jako například píseň „Eagle Eye“, kde hostoval americký bubeník Chad Smith. Tarja na album zařadila také coververzi písně „Goldfinger“ s bondovskou tematikou, kterou původně nazpívala britská zpěvačka Shirley Bassey. Skladba „An Empty Dream“, byla vytvořena vytvořena pro argentinský horor Corazón Muerto. Videoklip pro tuto píseň se později natáčel ve stejných filmových lokacích, a spolupracovali na něm jak režisér hororu Mariano Cattaneo, tak i někteří z hlavních herců.
Plnohodnotné album The Shadow Self potom vyšlo 5. srpna 2016, přesně na den, kdy Tarja odehrála show na festivalu Wacken Open Air. Na albu v písni „Demons in You“ účinkovala například kanadská zpěvačka Alissa White-Gluz z kapely Arch Enemy . Tarja ve své knize popisuje, že chtěla pro tuto píseň někoho s úplně odlišným hlasem než má ona. Album také obsahovalo coververzi písně „Supremacy“ od kapely Muse. Oficiální videoklip byl natočen pro píseň „Innocence“, kde se pracuje s tématem domácího násilí. Oficiální video bylo natočeno také pro skladbu „No Bitter End“
The Shadow Self bylo chváleno pro svou kompozici a pestřejší hlasový rejstřík, hlavně u písní „The Living End“ a „Diva“, které překvapí svou divadelností. S albem Tarja podnikla celoevropské turné a v rámci něj se téhož roku zúčastnila také festivalu Woodstock v Polsku kde zazpívala pro zhruba 500 tisíc diváků. Tento koncert později posloužil jako materiál na její druhé živé album a DVD s názvem Act II.
Dne 17. listopadu 2017 Tarja vydala klasické studiové album From Spirits and Ghosts (Score for a Dark Christmas), na kterém se pro změnu opět zaměřila na písně s vánoční tematikou. K jedenácti coververzím přidala také svou novou vlastní skladbu „Together“. Vánoční písně mají temnější gotické aranžmá a zahrnují orchestr. Videoklipy byly natočeny pro písně „O Tannenbaum“, „O Come, O Come, Emmanuel“ a sólovou verzi písně „Feliz Navidad“. Turné Concerts for a Dark Christmas opět zahájila v České republice v Olomouci a v Praze. V Olomouci se nakonec rozhodla přidat další koncert, jelikož lístky byly ihned vyprodány. Své vánoční turné proložila účastí na tradičních finských rockově laděných koncertech Raskasta Joulua, kde poprvé od svého odchodu z Nightwish zpívala vedle jejich bývalého baskytaristy a zpěváka Marka Hietaly.
V prosinci 2017 Tarja vydala také další charitativní coververzi vánoční skladby „Feliz Navidad“ od portorického zpěváka a skladatele Josého Feliciana, na které hostovalo mnoho hudebníků jako Michael Monroe, Doro Pesch, Tony Kakko, Elize Ryd, Marko Saaresto, Timo Kotipelto, Simone Simons, Cristina Scabbia, Joe Lynn Turner, Floor Jansen, Hansi Kürsch a Sharon Den Adel. Během roku 2018 se opět zúčastnila turné Noche Escandinava po Jižní Americe a vydala se také na turné Act II Release Shows, na podporu svého druhého živého alba Act II.

### In The RawaBest Ofalbum (2019–2022)

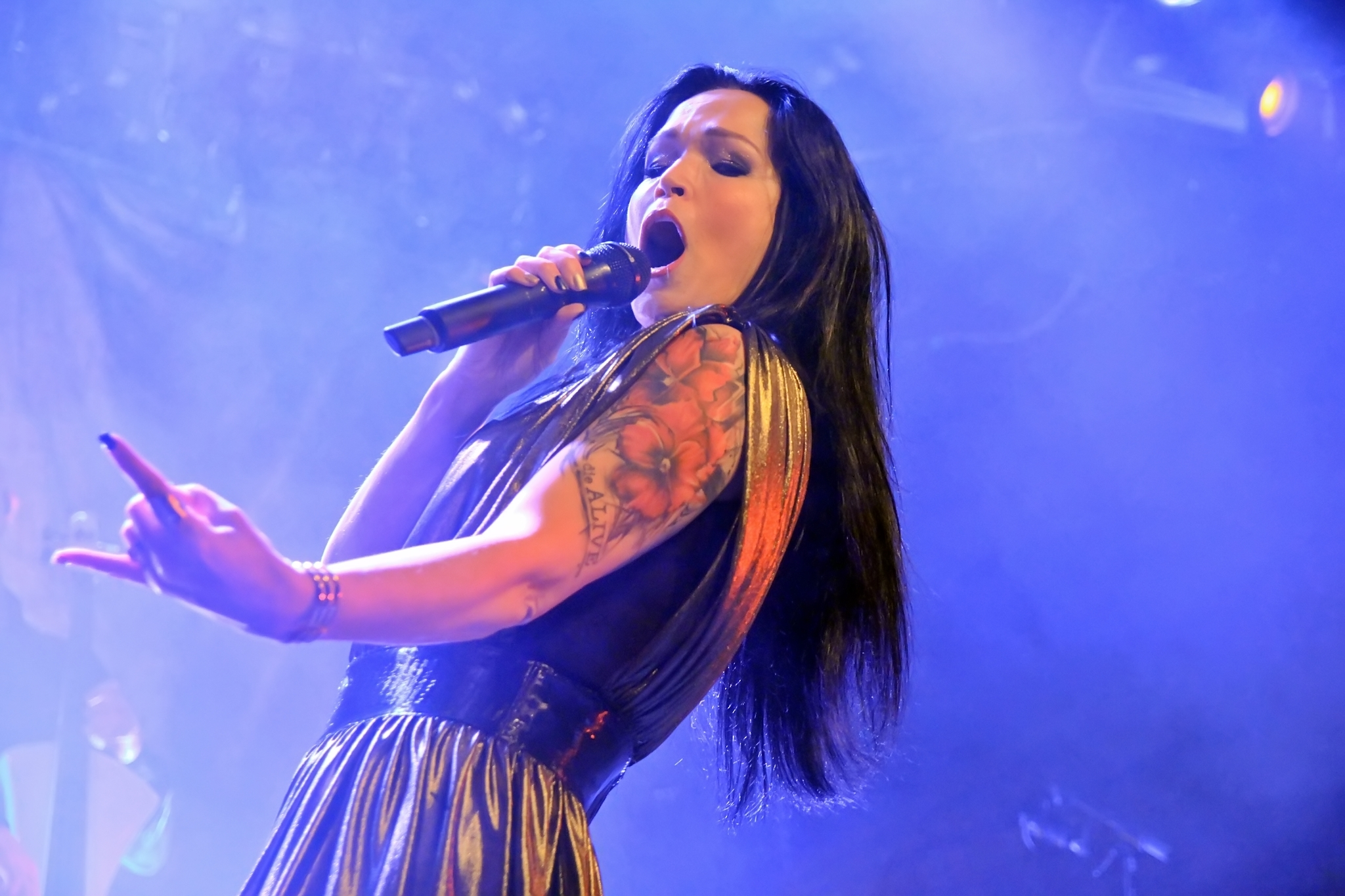
Tarja Turunen v Norimberku 7. března 2023

V roce 2019 Tarja vydala své další rockové album In The Raw (~ Bez příkras nebo ~ V surovém stavu). Tématem alba je zlato, elegantní kov, který může být ale i surový a neopracovaný. A právě v tomto surovém stavu se zpěvačka podle svých slov po prodělané mozkové příhodě nalezla. V interview z roku 2019 uvedla, že psaní textů pro toto album pro ni byl bolestný, ale zároveň očistný proces. Album In The Raw, se pro ni tak stalo nejvíce odhalujícím.
Zpěvačka je pro toto album focená v jeskyni, což má představovat jakousi vnitřní komnatu sebepoznání. Do této komnaty se snaží doputovat skrz písně na první polovině alba. První skladba „Dead Promises“ má těžké kytarové riffy a je jednou z nejtvrdších na albu. Střed alba tvoří ona komnata, píseň „The Golden Chamber“, klidná symfonická skladba s až éterickými hlasovými kreacemi. „Tahle skladba ve skutečnosti nemá moc společného s metalem, ale má toho hodně společného se mnou,“ dodává Tarja pro TV pořad Puoli Seitsemän. V druhé polovině alba Tarja opět přitvrzuje, například písní „Spirits of the Sea“, která překvapí temnými až doomovými riffy a takřka beznadějnou atmosférou .
Na albu jako zpěváci hostují Tommy Karevik ze symfonicko-metalové skupiny Kamelot, Björn Strid z deathmetalové skupiny Soilwork a Cristina Scabbia z italských Lacuna Coil. S albem vyšly oficiální videoklipy k písním „You & I“, „Tears In Rain“ a „Railroads“. Videoklip k „Railroads“ byl seskládán z mnoha videí, jež Tarji zaslali její fanoušci, kterým v předstihu poslala text písně. Chtěla je do alba zahrnout a vyjádřit jim tak svou vděčnost za jejich podporu a taky od nich získat zpětnou vazbu. Pro natáčení videoklipu „Tears In Rain“ se potřebovala naučit jezdit na dvouřadých kolečkových bruslích, během čehož si však zlomila kostrč. O tři dny později se ale natáčení i přes bolest zúčastnila, a v rámci několikaměsíčního léčení ještě odjela odzpívat svůj koncert na festival Masters of Rock 2019. Album In The Raw bylo chváleno pro svou pestrost, propracovanost a kreativitu, a je považováno za zpěvaččino zatím nejzdařilejší rockové album.  Raw Tour bylo zahájeno v roce 2019, ale kvůli pandemii covidu-19 muselo být v březnu 2020 přerušeno, a dokončeno bylo až na jaře 2023.
Později v roce 2021 se Tarja objevila na albu Metal Commando německé metalové kapely Primal Fear, kde v duetu s Ralfem Scheepersem nazpívala titulní skladbu „I Will be Gone“, pro kterou s ní byl také natočen videoklip. V tomtéž roce byla hostem v šesté epizodě finského pořadu Seagulls' Nest, kde znovu nazpívala v bluegrass stylu písně „Sleeping Sun“ a „Until My Last Breath“. Ke kapele Steve 'n' Seagulls se opět připojila na mezinárodně vysílaném vystoupení na Olympijském stadióně v Helsinkách. Na začátku roku 2022 si ještě zopakovala účast jako trenérka v pořadu Voice of Finland Senior.
2. prosince 2022 vydala na oslavu své 15 let trvající sólové kariéry své první sólové best of album, které pojmenovala Best of: Living Dream. Album obsahuje její oblíbené písně a oblíbené písně jejích fanoušků. Na album zařadila i novou píseň „Eye of the Storm“, kterou složila již během tvorby Colours in the Dark v roce 2013, ale až nyní shledala správný čas ji vydat. Píseň kombinuje hudební prvky Argentiny a Finska, dvou zemí, ke kterým má Tarja nejblíž. K této skladbě bylo vydáno oficiální video, které je koláží jejích předchozích videoklipů, fotek a grafik. Společně s albem vyšel ve speciálním setu dvouhodinový záznam jejího koncertu Circus Life, natočeného na začátku roku 2020 v rumunské Bukurešti. Těsně před tím koncert exkluzivně proběhl i v pražském v Obecním domě ve Smetanově síni. Jednalo se o speciální vystoupení se 16 muzikanty včetně doprovodných zpěváků, mezi nimiž byl i její mladší bratr Toni Turunen. Turné pro toto album zahájila v roce 2023 v USA a v Jižní Americe a pokračovalo na festivalu Masters of Rock 2023.
V roce 2022 se Tarja také objevila jako host na albu Twice cover-skupiny Crewish, kapely vzniklé z technického personálu Nightwish během pandemie covidu-19. Vydání alba je mělo finančně podpořit kvůli znemožněnému koncertování Nightwish. Zpěvačka znovu nazpívala skladbu „Dark Chest of Wonders“ spolu s Tapiem Wilskou. Na albu se objevil i Tuomas Holopainen v coververzi písně „I Want My Tears Back“.

### Dark Christmasa znovushledání s Markem Hietalou (2023 – současnost)

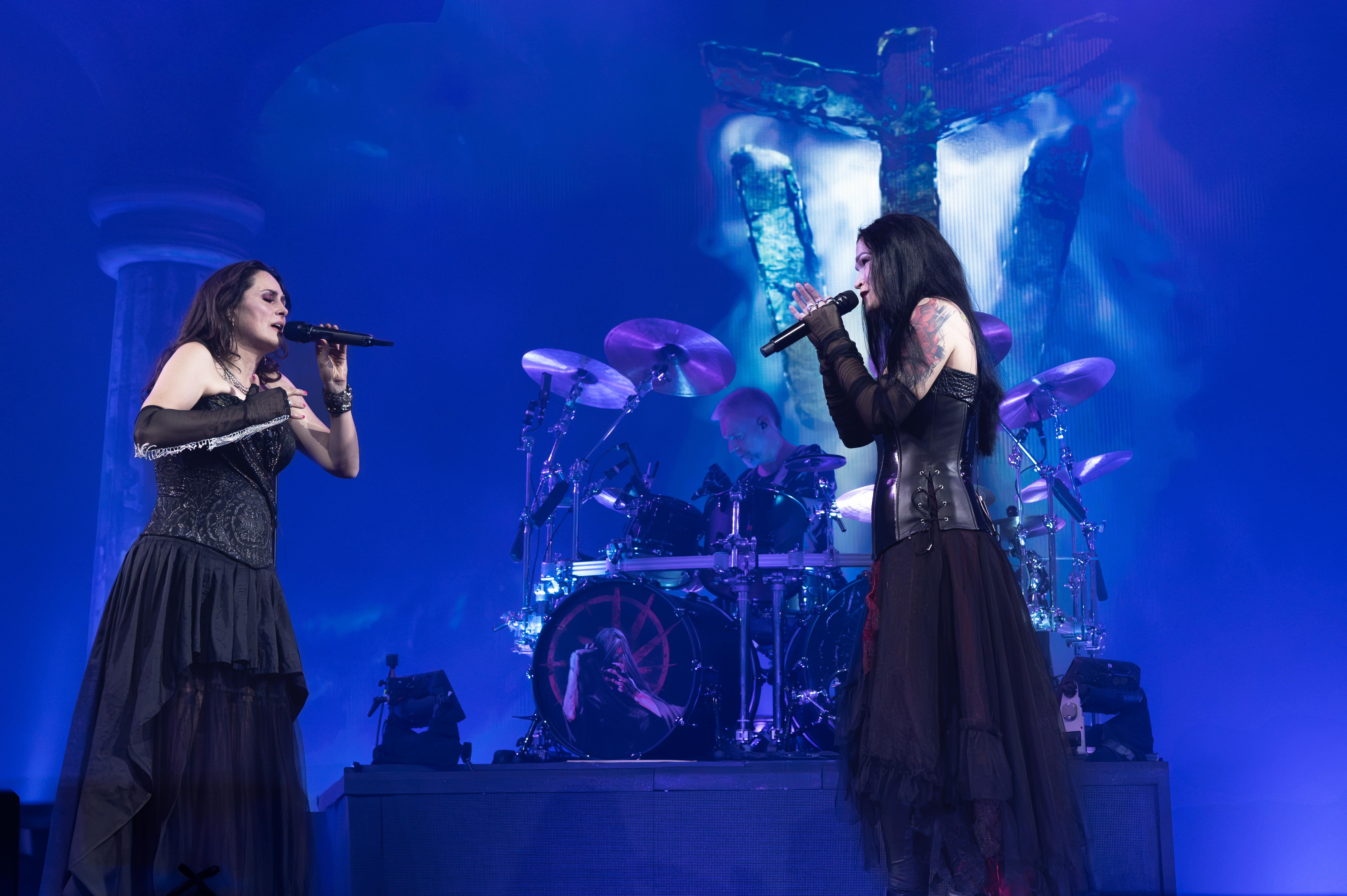
Tarja jako host na koncertě kapely Within Temptation v Barceloně, ve Španělsku, 23.11.2024

Dne 11. srpna 2023 Tarja vydala další koncertní album Rocking Heels: Live at Metal Church, které obsahuje písně nahrané během koncertu v malém kostele v německé vesnici Wacken, který se odehrál v roce 2016, den před její účastí na festivalu Wacken Open Air. Album obsahuje mj. i coververze Tarjiných oblíbených rockových písní jako například „Numb“ od Linkin Park, „The Unforgiven“ od Metallicy, „Sleeping Sun“ od Nightwish, „Vermilion“ od Slipknot, nebo její vlastní písně „I Walk Alone“.
V roce 2023 rovněž oznámila a vydala pokračování svého alba From Spirits and Ghosts z roku 2017 s názvem Dark Christmas. Oproti albu From Spirits and Ghosts Tarja nyní přidala na hororovějším zvuku. První singl „Frosty the Snowman“ byl vydán na Halloween 31. října. Tarja tuto píseň vybrala kvůli jejímu strašidelnému zvuku, jelikož se hodila pro období Halloween více než jiné. Album, které vyšlo 10. listopadu 2023, opět obsahuje jedenáct známých vánočních písní jako například „O Holy Night“, „All I Want for Christmas is You“, „Rudolph the Red-Nosed Reindeer“, ale také Tarjinu vlastní titulní píseň „Dark Christmas“ v orchestrálním aranžmá s temným a gotickým nádechem. Původní skladby pro toto album vybírala se svou dcerou Naomi a jejími kamarády. Naomi se na albu také objevuje jako členka amatérského dětského sboru spolu se svými spolužáky. Tarja ji zapojila i jako bubeníka pro píseň „All I Want For Christmas Is You“. Na hudebním aranžmá pro skladby Tarja znovu spolupracovala s filmovým a seriálovým skladatelem Jimem Dooleym. Pro všechny písně byly vytvořeny vlastní oficiální videoklipy, které byly nafilmovány během jednoho dne v polském Virtual Magic Studiu. Album je velmi chválené pro zpěvaččin hlas, až grandiózní filmovou kompozici a zvuk a originální přístup ke známým vánočním písním. Podobně jako u předchozího From Spirits and Ghosts jsou některé recenze nadšené z dramatického a někdy až hororového pojetí, podle jiných je ale album až příliš temné a pro sváteční období se nehodí. Turné pro Dark Christmas se odehrávalo v prosinci 2023 v Bulharsku, Rumunsku, České republice, Finsku a Německu.
Tarja pro časopis Rock Magazine Spark koncem roku 2023 uvedla, že již v časech, kdy byla členkou Nightwish, pořádala své vánoční koncerty a pro vánoční hudbu, zvláště finskou a melancholickou, má velkou slabost. Uvedla také, že nikdy neměla ráda komerční veselé písně, ale spíše inklinuje k odvrácené straně Vánoc, které vnímá spíše jako smutné období.
Na podzim roku 2023 se zúčastnila oslav 40. výročí hudební kariéry německé heavymetalové zpěvačky Doro Pesch v jejím rodném Düsseldorfu v roce 2023, kde vystupovala společně s Doro Pesch, Alissou White-Gluz (Arch Enemy), Jennifer Haben (Beyond The Black), Mille Petrozzou (Kreator) a Andym Bringsem.
1. prosince 2023 byla zveřejněna její spolupráce na albu A Mighty Heart Beating Like A Drum od skladatelů Sonyi Belousové a Giona Ostinelliho, tvůrců soundtracku k televiznímu fantasy seriálu Zaklínač (~The Witcher) pro Netflix. Tarja zde nazpívala skladbu „The Fire Will Return“. Přiznala, že nazpívat tuto píseň pro ni bylo jako pro sopranistku obtížnější, jelikož zde využívala pro ni nezvykle nízký hlasový rejstřík. Skladba se jí ale okamžitě zalíbila a je vděčná, že byla k projektu přizvána a že jí byl nechán prostor pro vlastní interpretaci.
V únoru a březnu 2024 uskutečnila Tarja turné Living the Dream: The Hits tour, v rámci něhož znovu spojila síly se svým bývalým kolegou Markem Hietalou. Během jejich koncertů zazněly sólové písně obou umělců, které zazpívali zvlášť nebo v duetech. Zazpívali také starší kousky z repertoáru Nightwish. Během koncertů představili také nový společný duet „Left on Mars“, jehož autorem je Marko Hietala. Píseň vyšla 13. března 2024 a byla doplněna o videoklip. Hietala v rozhovoru pro YouTube kanál Ibagenscast uvedl, že se jednalo o gentlemanskou dohodu. Tarji za účast na jeho písni na oplátku slíbil, že se objeví jako host na jejím sólovém albu v jejím vlastním duetu.
V dubnu se Tarja připojila jako hlavní host ke každoročním koncertům Rock meets Classic v Německu, kde vystupovala po boku britských skupin Ultravox, Supertramp a dalších. Poté pokračovala vlastním rockovým turné Living the Dream: The Hits tour ve Střední Americe, na něž ihned navázala nejen festivalovými koncerty Living the Dream - Summer 2024, které odstartovala 1. června v České republice v rámci Metalfest Open Air, opět v doprovodu Marka Hietaly, se kterým se znovu spojila na podzim téhož roku pro evropské turné Living the Dream Together 2024.   V roce 2024 se Tarja dále jako host zúčastnila vybraných koncertů kapely Within Temptation v rámci jejich evropského turné Bleed Out 2024 Tour. Následující den po těchto koncertech se zúčastnila třetího ročníku The Legend of Rock Symphonic v polských Katovicích, kde byla hlavním hostem. Rok zakončila se svými vánočními koncerty Dark Christmas 2024 v Evropě.
Až do roku 2026 Tarja pokračuje jak v turné Living the Dream Together s Markem Hietalou, svých samostatných koncertech, tak i jako host na polských The Legend of Rock Symphonic. Oznámeno je již i evropské vánoční turné The Spirit Of Christmas 2025 , nebo poslední ročník Rock Meets Classic 2026 v Německu.
V roce 2025 vydala finská veřejnoprávní stanice Yle rozsáhlý podcastový seriál The World’s Best Tarja Turunen, který se věnuje životu a kariéře Tarji. V pořadu vystupují členové její rodiny, přátelé a osobnosti z hudebního průmyslu, včetně Tuomase Holopainena, Sharon den Adel a dalších. Tvůrci seriálu uvedli, že Tarja byla předem informována o tom, že nebude mít vliv na konečnou podobu pořadu, a s tímto přístupem souhlasila. Všechny epizody vyšly s anglickými titulky.
V rozhovoru pro CNN Prima Tarja řekla, že nové rockové album můžeme očekávat v roce 2026.

### Publikační činnost
V roce 2021 zpěvačka vydává svou knihu s názvem Singing In My Blood, čítající 200 stran fotografií a textů, kde popisuje svůj příběh hudby od dětství až do současnosti. Kniha se soustřeďuje na její život coby sólové umělkyně, a jen okrajově zmiňuje své působení v Nightwish. Tarja podotkla, že mnoho lidí v rodném Finsku ji zná hlavně jako členku kapely, a svou knihou jim sebe chtěla přiblížit jako sólovou umělkyni. Publikace vyšla v angličtině, finštině, a v Brazílii v portugalštině. Vydalo ji nakladatelství Rocket 88.

## Projekt Outlanders
V roce 2023 Tarja oznámila vydání prvního alba svého vedlejšího elektronického projektu Outlanders, který vznikl ve spolupráci s Torstenem Stenzelem, německým hudebníkem a skladatelem EDM scény. Jednotlivé písně hostují známé světové kytaristy, například taková jména jako Al Di Meola, Joe Satriani, Jennifer Battenová, Steve Rothery, Mike Oldfield nebo Walter Giardino. Tarja popisuje, že každý kytarista má svůj unikátní styl a zvuk, což se odráží i na jednotlivých skladbách. Album je inspirováno malým karibským ostrovem Antigua, kde zpěvačka a její rodina vlastní letní dům. Přiznala, že na albu pracovali bez většího spěchu přes deset let, ale podařilo se ho dokončit až díky pandemii covidu-19, když všichni muzikanti včetně ní museli zůstat doma.
Ke každé písni byl natočen „vizualizér“. Tarja měla možnost natočit jedno či dvě plnohodnotná videa, ale rozhodla se pro nízkonákladové „vizualizéry“ pro každou píseň. „Tato videa jsou pestrým zachycením nálady ostrova bez jakéhokoli scénáře nebo příběhu a postprodukce. Nemají být chápána jako hudební videa. Říkáme jim vizualizéry,“ popisuje zpěvačka. Videa byla filmována pouze použitím iPhone 13 Pro Max a dronu DJI Maverick 4K, a byla zbavená další postprodukce. Jako první byla 17. prosince 2021 na YouTube i s „vizualizérem“ vydána skladba „Closer To The Sky“  Další videa a skladby byly zveřejňovány v průběhu roku 2022 a 2023. Celé album Outlanders nakonec vyšlo 23. června 2023.
Ve své knize Tarja uvádí, že projekt Outlanders je úplně odlišný od toho, co dělá v rockovém nebo klasickém žánru. Jedná se o elektronickou chill-out hudbu, která jí dovolovala experimentovat se svých hlasem a vyjádřit se jiným způsobem. „Hudba je o emocích a já jsem chtěla v tomto projektu ukázat sama sebe v odlišném světle,“ píše. Její hlas zde není použit konvenčním způsobem, ale spíše jen dokresluje atmosféru.
Album posbíralo pozitivní recenze. Tarja je chválena za změnu přístupu a propracovaný zvuk. Outlanders je popisováno jako jemné, působivé a zasněné.

## Umělecký styl

### Styl zpěvu a koncerty
| „               | Klasická hudba a metal mě činí kompletní | “ |
| — Tarja Turunen |                                          |   |

Tarja sama sebe popisuje jako pozitivní osobu a workoholika. Říká, že hudba je způsob jejího bytí a nerada se v ní opakuje. Také uvedla, že za rok odehraje okolo 70 koncertů.
Má hlasový rozsah tři oktávy, podle některých zdrojů až 3 a půl oktávy. Nikdy nevyužívala jinou než klasickou hlasovou techniku a nevyhledávala učitele jiného typu hudby než se zaměřením na lyrický zpěv. Na otázky fanoušků ohledně vývoje jejího hlasu odpověděla, že dnes zní úplně jinak, než na prvních nahrávkách s Nightwish, kde zněla hodně temně, protože tehdy ještě nebyla schopná protlačit svůj hlas zdravou cestou. Díky soustavnému tréninku je ale nyní její hlas silnější a flexibilnější a dokáže zpívat mnohem čistěji. Její současnou učitelkou zpěvu je argentinská mezzosopranistka Marta Blanco, která ji připravovala i pro nazpívání alba Ave Maria – En Plein Air.
Klasická vystoupení jsou pro ni výzvou po hlasové stránce. Musí se více soustředit na dýchaní a techniku, takže je více ve spojení sama se sebou. „Je to jako meditace“, uvedla zpěvačka pro internetový kanál FaceCulture. Oproti tomu na rockových koncertech jí na přemýšlení nezbývá moc času. Jsou náročnější fyzicky, ale dávají jí větší volnost. Podle svých slov, už za časů Nightwish cítila obrovské spojení s publikem.
Ve své knize popisuje, že ráda boří hranice mezi klasickou hudbou a metalem, a že by na tom byla mizerně, kdyby si mezi těmito žánry musela vybrat. Dodává: „Je skvělé vidět na mých klasických koncertech různé typy lidí: mladé, staré, v oblecích, nebo v metalových tričkách“. Zpěvačka má také v rámci kolekce mající představit Finsko vlastní emotikon zvaný „The Voice“ (Hlas). Má zastupovat spojení klasické hudby a metalu.
Na rozdíl od koncertů v Nightwish nevyužívá při svých představeních pyrotechniku, protože to ovlivňuje její hlas. Cítí se teď při vystupování také mnohem sebevědomější. V interview dodává, že jí ale lékař zakázal „headbanging“, jelikož si poranila krk, který se teď snaží posilovat.

### Kostýmy
| „                   | Tarja je jednou z nejcharismatičtějších osob, které jsem potkal. Pokaždé když vstoupí do místnosti nebo na jeviště, zaplní celý prostor. | “ |
| — Tuomas Holopainen | |   |

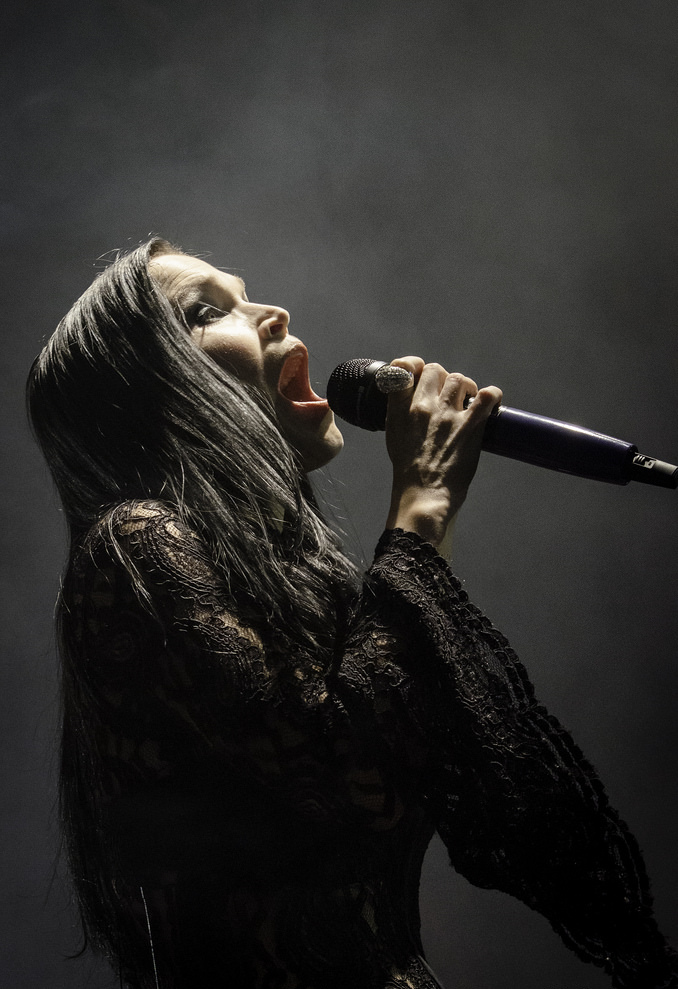
Tarja Turunen během koncertu v São Paulo

Tarja miluje divadelnost ve svých vystoupeních, a proto ráda mění během představení kostýmy. Na převlečení má někdy pouhých 45 sekund. Jednou z jejích kostymérek a švadlen je její kamarádka z dětství Sirja Tiilikainen, která pro ni vytvářela garderóbu ještě během éry v Nightwish. Navrhovala pro ni například kostým Ledové královny pro album My Winter Storm. Popisuje, že pro její sólovou kariéru musela začít od začátku a vytvořit něco kompletně jiného než to, co Tarja nosila v Nightwish.
Zpěvačka má ráda, když jsou její šaty extravagantní, ale zároveň vyzařují sílu a ženskost. Nikdy toho ale nechtěla odhalovat moc a vypadat jako sex symbol. Zároveň dodává, že i když nosí korzety a její šaty mohou vypadat nepohodlně, vždycky jí musí umožňovat dýchat a pohybovat se.
Její vkus se za léta měnil, nyní se inspiruje tím, co se děje ve světě vysoké módy (~high fashion nebo Haute couture) a velmi dbá na materiály. A ačkoliv je často označována jako „gothic queen“(~gotická královna) a nejvíce nosí černou (i když miluje barvy), nikdy v této scéně inspiraci nehledala. V rozhovoru z roku 2023 zmínila, že kostým na svůj první koncert s Nightwish šla kupovat s matkou do sexshopu.
Spolupracuje s designovou značkou Nordenfeldt, založenou německo-finskou návrhářkou Julií Trompert. A od roku 2023 také se šperkařskou firmou Väisänen Design.
Kvůli častým dotazům potvrzuje, že její oči jsou zelené, a nikdy nepoužívala barevné kontaktní čočky. A ačkoliv se jí nelíbí vrásky, nepodstoupila by žádné kosmetické operace. Vždycky ráda experimentovala se svými vlasy a používala různé příčesky a kousky paruky pro koncerty a fotky.
Kvůli své drobné postavě potřebovala vysoké podpatky, pro které má až fetiš. V rozhovoru pro Projekt Backstage se ale svěřila, že si po desetiletích koncertování v těchto botách zničila nohy, a vysoké podpatky musela přestat na pódiu používat.

## Osobní život

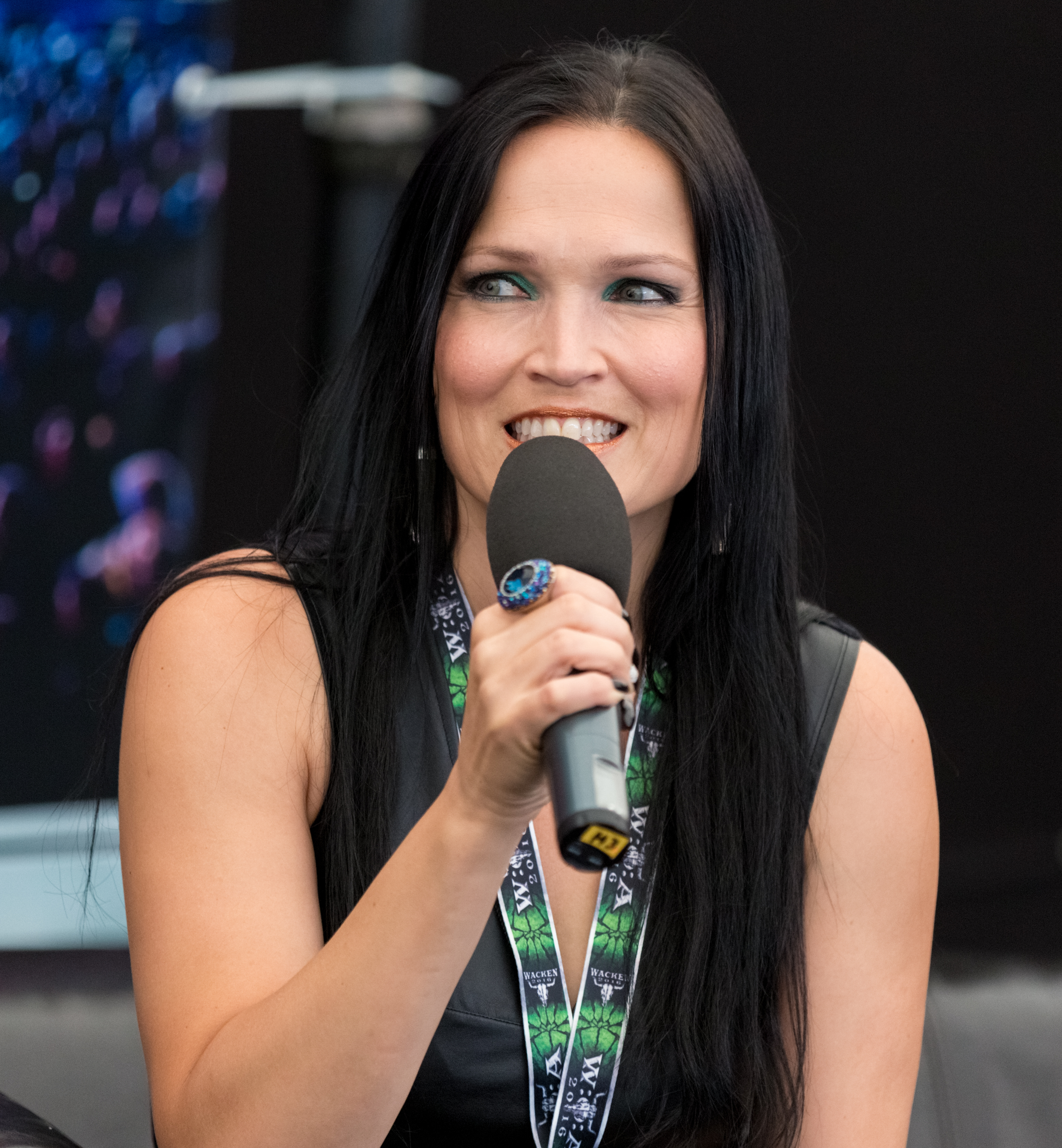
Tarja na Wacken Open Air v roce 2016

Dne 31. prosince 2002 se v kostele v Kitee vdala za argentinského podnikatele Marcela Cabuliho. Svatební hostinu však uspořádali až v červenci 2003.
Poznali se v červnu roku 2000 v Chile během prvního turné Nightwish v Jižní Americe, když tam Cabuli kapelu zastupoval jako agent. Tarja ve své knize dodává, že to nebyla láska na první pohled, a když se jí poprvé Marcelo Cabuli vyznal, utekla. Jsou ale skvělý tým a jejich vztah se během let ještě zlepšil.
Žili spolu v Buenos Aires a v roce 2012 se jim narodila dcera Naomi Eerika Alexia Cabuli Turunen. V roce 2016 sdělila novinářům, že se hodlají přestěhovat do Evropy kvůli plánům na její koncertní turné, zhoršující se bezpečnostní situaci v Argentině, a protože jejich dcera nastoupí další rok do školy. Od roku 2018 žijí ve španělské Andalusii. Přestěhovat se zpátky do Finska pro ně nebyla možnost kvůli tamní temnotě a nedostatku světla. Tarja dodává: „Žena může opustit Finsko, ale Finsko nikdy neopustí ženu.“ Bez ohledu na to, kde žije, dodržuje finské svátky a tradiční finské Vánoce.
Její poslední koncert před narozením dcery probíhal v Argentině pro natáčení DVD Act I. Tehdy byla těhotná pět měsíců a kromě její rodiny a kapely to nikdo nevěděl. Znovu začala koncertovat, když bylo její dceři také pět měsíců. Tehdy vyjela na vánoční turné. První čtyři roky byla Naomi na všech jejích vystoupeních, kde se její manžel se staral o produkci. Zpěvačka říká, že je ráda, že nechala Naomi poznat, co její matka dělá, a že s ní mohla procestovat svět už v tak útlém věku. Nyní, když chodí do školy, zůstává s ní její otec doma. Tarja přiznává, že odjíždět od rodiny na turné je pro ni vždycky těžké. V knize také uvedla, že ji všichni přesvědčovali, že poté, co se stane matkou, už nebude schopná pracovat jako dříve. „No, dokázala jsem jim, že se mýlí“.
V roce 2021 přiznala, že koncem roku 2018 krátce po návratu domů z koncertního turné v USA utrpěla mozkovou příhodu. Díky manželovi, který ji ihned odvezl do nemocnice, se rychle zotavila a z nemocnice odešla po třech dnech hospitalizace. Měla naplánováno turné Nordic Symphony s 22 koncerty, na které potřebovala odjet. Na protesty doktorů reagovala, že samo zrušení turné by ji tak jako tak zabilo. V rozhovoru pro finské talk show Puoli Seitsemän uvedla, že své rychlé zotavení a nulové trvalé následky přičítá i velmi zdravému způsobu života, který nikdy nešel dohromady s představou života rockových hvězd. Mrtvici si podle svého názoru přivodila kvůli stresu, se kterým se od té doby snaží více pracovat, musela ale vyhledat odbornou pomoc. V rozhovoru pro Loudersound se také svěřila, že se na turné v USA poprvé ocitla na bez manžela (který je zároveň jejím manažerem), protože musel zůstat s dcerou. Když nastaly problémy, lidé potom chodili za ní. „Jsem umělec, ne šéf, takže když můj manžel zůstal doma, potřebovala jsem řešit věci, kterým jsem nebyla připravena čelit,“ Také přiznává, že velkým zdrojem stresu pro ni vždy byl také její perfekcionismus, ale že se naučila si s věkem chyby odpouštět.
Tarja mluví plynně anglicky, finsky a španělsky. V těchto jazycích pravidelně komunikuje s fanoušky nebo v nich dává rozhovory. Rozumí také portugalsky. Během svého studia v Německu si prohloubila němčinu, kterou si měla možnost znovu osvěžit při nazpívání písně „O Tannenbaum“.
Po většinu dní v týdnu se věnuje sportu. Tvrdí, že bez toho, aby se pravidelně udržovala v kondici, by nemohla vykonávat svou profesi. Tělocvičnu dokonce vyhledává i na svých turné v každém hotelu. Když je doma, kromě rodiny se věnuje psaní nových písní, skládání hudby nebo nahrávání a produkci alb. „Jsem po většinu roku pryč, takže když jsem doma, chci být opravdu doma“, uvedla pro internetový kanál Genelec Official Channel.
I když je pokřtěná, sama sebe považuje spíše za spirituální osobu než za nábožensky založenou. Pro časopis Metal Hammer uvedla: „Maminka mě naučila modlitbu, kterou jsem říkala před spaním a chodili jsme před Vánoci do kostela, ale to bylo tak všechno. Věřím v Boha, ale je to pro mě velmi osobní věc.“
Miluje libanonskou kuchyni, dobrý steak a víno, ale má alergii na lepek.
Mezi své přátelé počítá mj. Sharon den Adel (Within Temptation), Floor Jansen (Nightwish), Simone Simons (Epica), Cristinu Scabbiu (Lacuna Coil) nebo Tonyho Kakka (Sonata Arctica).
Soudní spor
V roce 2009 se znovu otevřel spor o oficiální biografickou knihu Nightwish, ve které je Tarjin manžel v závěrečné kapitole nelichotivě popsán. Spor se s přestávkami táhl od roku 2006 a byl ukončen až v roce 2012, kdy soud vyrovnání v hodnotě 50 000 eur za urážku Marcela Cabuliho a 3 společníků jeho firmy zamítl. Tarja se od celého sporu distancovala.

### Únik v hudbě

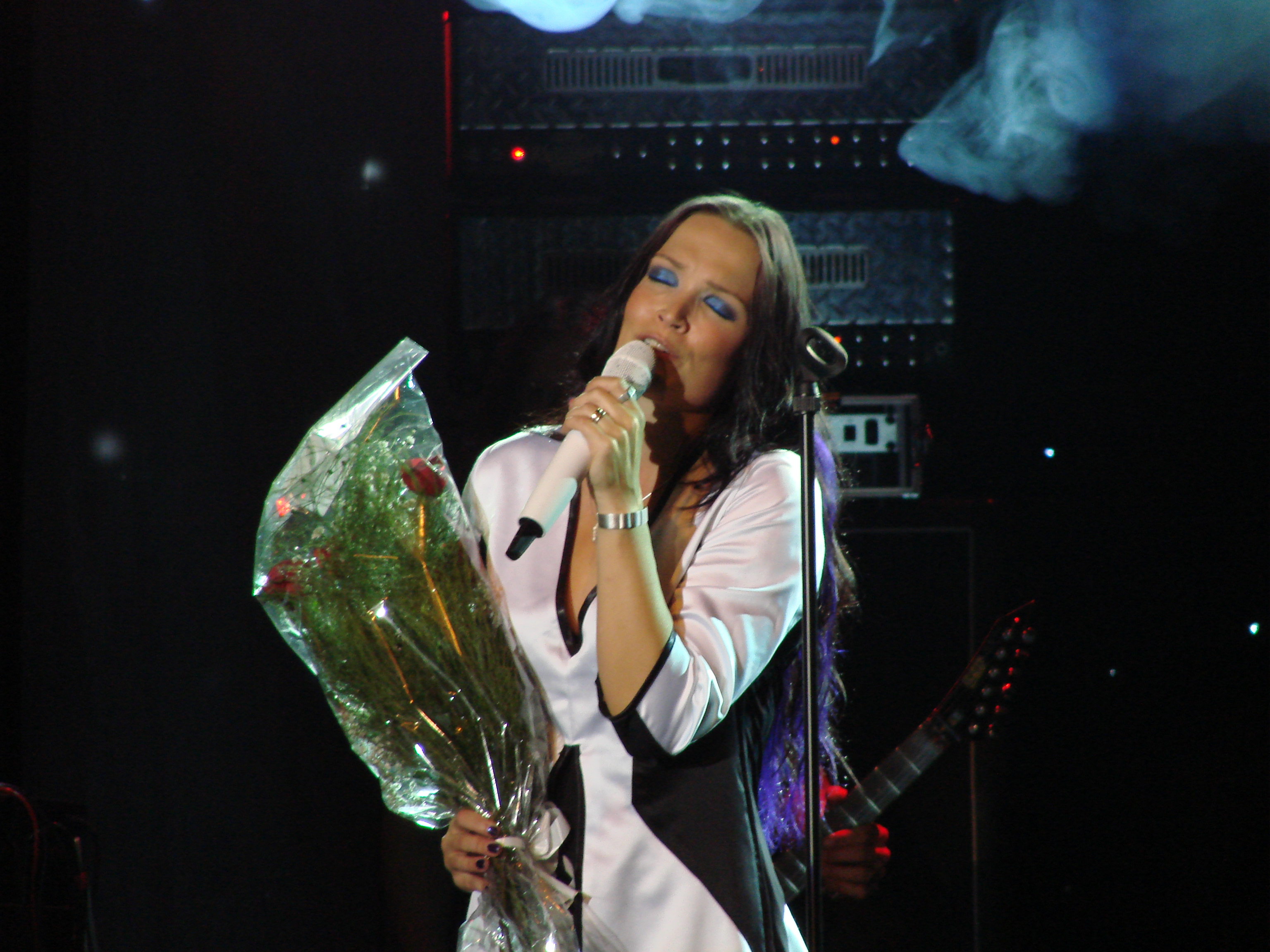
Tarja Turunen v Buenos Aires v roce 2009

Tarja často uvádí, že je pro ni hudba motivací a únikem již od útlého dětství, kdy se přes pět let potýkala s těžkou šikanou. Ředitel jejich školy rozpoznal její nadání a rozhodl se ji v hudbě podpořit. Některé dívky ji proto pokládaly za „mazánka“. Když našla hudbu jako únikovou cestu a zjistila, že je v ní dobrá, už se této cesty držela. Byla vždycky osamělé dítě a hudba jí pomáhala se vyjádřit.
Další těžké období pro ni nastalo, když její matka zemřela v období Vánoc v roce 2003 na rakovinu. Tarja uvedla, že od té doby se nedokázala z Vánoc těšit a její melancholická a temná vánoční alba jsou pro ty, pro které toto období také není radostné. Radost z Vánoc dokázala znovu prožívat až skrze svou dceru.
V nedávném rozhovoru pro YouTube kanál FaceCulture se svěřila, že po rozchodu s Nightwish v roce 2005 to byla znovu hudba, která ji zachránila, stejně jako fanoušci, kteří ji podpořili. Uvedla, že v roce 2005 bylo naplánováno její první sólové vánoční turné, a to ještě dřív, než tušila, že již nebude v kapele. Po vyhazovu byla podle svých slov týdny zdevastovaná a zároveň měla strach, že její vánoční koncerty nebudou nikoho zajímat. Mýlila se a při svých vystoupeních se dočkala velké podpory. Uvedla, že tyto koncerty ji tehdy svým způsobem zachránily.
Nejdůležitější písně
V Lednu 2024 magazín Metal Hammer zveřejnil seznam Tarjou vybraných 10 nejdůležitějších písní z její diskografie. Mezi nimi je píseň „Fantom Opery“, který je podle jejích slov důvodem, proč je dnes zpěvačkou. Dále například její první singl „I Walk Alone“ (~Kráčím sama) z alba My Winter Storm. Skladbu zpěvačka popisuje jako velké spojení mezi ní a jejími fanoušky. A navzdory svému názvu jí naopak připomíná, že nikdy nekráčí sama. O další písni „Diva“ Tarja přiznala, že ačkoliv ji napsala již pro album Colours In The Dark (2013), až v roce 2016 měla dostatek sebevědomí ji vydat na albu The Shadow Self. „V dopise mě Nightwish popsali jako divu ve velmi negativním světle. Mám hudebně klasický původ, a to slovo pro mě znamená pravý opak. Potřebovala jsem píseň, kde ho použiji velmi ironickým způsobem. Takže pojďme do toho, jsem šťastná být diva,“ uvádí zpěvačka. Mezi další pro ni důležité písně patří „Closer To The Sky“ (album Outlanders, 2023), „Shadow Play“ (album In The Raw, 2019) a další.
Její nejoblíbenější Vánoční písní je finská melancholická skladba „Varpunen Jouluaamuna“, kterou zpívá na téměř každém svém vánočním koncertě.
Inspirace
Velkou inspirací jsou pro ni knihy a básně brazilského spisovatele Paula Coelha. Jeho heslo „Die Alive“ (~Zemři naživu) je její životní motto, které si nechala spolu s finskými květinami (rudé ibišky) vytetovat na paži. „Die Alive“ je také název písně z jejího prvního sólového rockového alba My Winter Storm. Když Tarja spisovateli na Facebooku v roce 2020 poděkovala za jeho další román The Archer (~Lučištník), označil ji ve svém následném děkovném příspěvku za múzu.
Mezi její oblíbené skladatele patří například italský operní skladatel Giacomo Puccini, finský hudební skladatel Jean Sibelius, německý filmový skladatel Hans Zimmer nebo britští hudebníci Freddie Mercury, Sting a Peter Gabriel. V rozhovoru pro metalový magazín Loudwire uvedla že jejími nejoblíbenějšími kapelami jsou Metallica, Whitesnake, Scorpions či Alice Cooper. Se Scorpions v roce 2009 nahrála píseň „Good Die Young“ a dva roky před tím udělala coververzi písně „Poison“ od Alice Coopera na své debutové album. V roce 2010 v rámci svého turné What Lies Beneath zpěváka doprovázela v Evropě jako podpůrný umělec.
Inspiraci nachází v moři, přírodě, lidech nebo cestování. Stále ji velmi inspiruje hudba, hlavně filmové soundtracky nebo metalová hudba založená na kytarách. Miluje být obklopená vodou, její vášní je potápění a krása podmořského světa. Před pár lety jí však doktor diagnostikoval problém s uchem a potápění jí zakázal. Inspirativním nástrojem je pro ni křídlo, u kterého improvizuje a skládá novou hudbu. Nápady si pak nahrává do mobilu. Psaní textů pro ni vždy přichází později než skládání hudby.

### Vztah s fanoušky

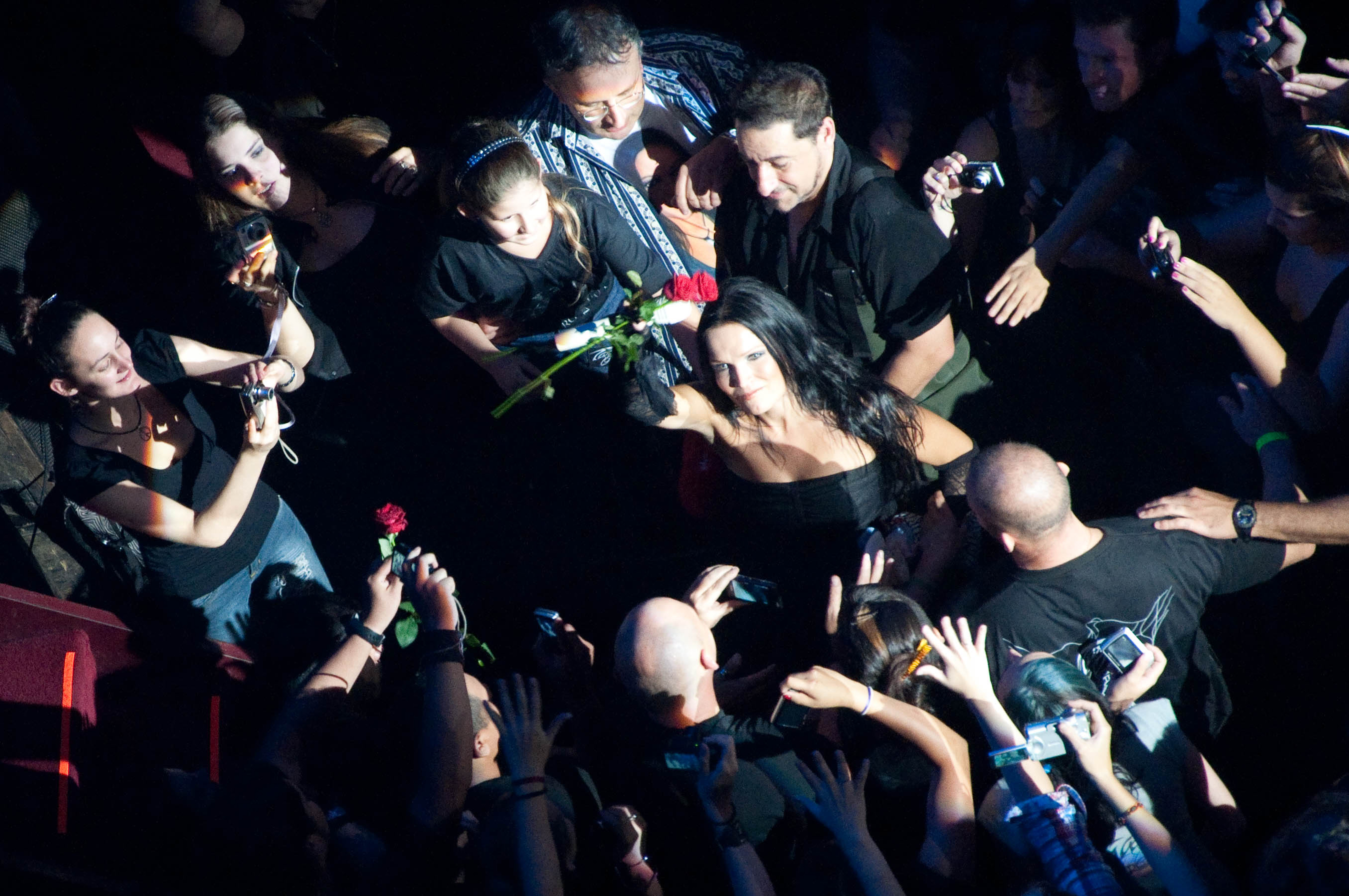
Tarja Turunen během koncertu v Rosario v Argentině v roce 2012, se během zpívání písně „The Reign“ vypravila do hlediště mezi fanoušky

Se svými fanoušky se snaží být v kontaktu i v rámci svých sociálních sítí, o které se stará sama, ačkoliv s obsahem oficiální povahy jí pomáhá tým lidí. „Ale nebojte se, jsem tam,“ ujistila své fanoušky na Instagramu. V rámci živých vysílání na této sociální síti mj. sledujícím náhodně volá a povídá si s nimi. Během pandemie covidu 19 pro ně také z domu zpívala a hrála na křídlo nebo klávesy. Své fanoušky nazývá Winter Storm, ve významu Zimní bouře, která ji nadnáší a dodává podporu od začátku její sólové kariéry. Winter Storm je také název jejího oficiálního fanklubu.
V každé zemi se na svých koncertech snaží říct něco v lokálním jazyce, a pro naučení frází vždy požádá o pomoc někoho místního. Občas se na minulých turné vypravila do hlediště mezi diváky, aby mezi nimi a s nimi zpívala.
Zpěvačka se často snaží své fanoušky zahrnout do své tvorby. Jako u projektu Luna Park Ride, koncertu, který je obsažen na Act I DVD. Napadlo ji je požádat o jejich nahrávky, ze kterých pak byla vytvořena koláž celého koncertu v Estadio Luna Park v Buenos Aires. Když pak koncert viděla z jejich perspektivy, byl to pro ni emocionální zážitek. Na jejích vystoupeních je vždy povoleno natáčet a pořizovat fotografie.
Své fanoušky také zahrnula do artworku pro doprovodné album Left In the Dark, kdy dokreslovali jí poskytnuté šablony dle své fantazie.
Útoky
Během své kariéry se potýkala i s odvrácenou stranou slávy. V roce 2000, kdy Nightwish poprvé v rámci Wishmaster turné zavítal do Latinské Ameriky, během jejich koncertu v vběhl na pódium fanatický fanoušek a srazil Tarju na zem. Marcelu Cabullimu se po chvíli podařilo od ní útočníka odtrhnout. Tarja se i přes rozrušení vrátila na jeviště a koncert dozpívala. Další incident se stal již během její sólové dráhy během blíže nespecifikovaném festivalu v Německu, kdy jí do obličeje někdo hodil plastovou láhev. Podle svých slov skončila sice s monoklem, ale o zrak naštěstí nepřišla. Uvedla, že hrozným zážitkem byla pro ni zkušenost se stalkerem, který na její adresu zasílal každé dva týdny dopis plný sexu a násilí. Policie u něj později našla krabici s 500 dopisy adresované zpěvačce. Jednalo se o pacienta psychiatrického zařízení. Tarja přiznává, že podobnou zkušenost si prožila ještě několikrát. Zkušenosti se stalkingem reflektovala v písních „500 Letters“ a později ještě v „Love To Hate“.

### Vztah k České republice
Tarja v České republice koncertuje pravidelně, i několikrát ročně, a to nejen díky své účasti na metalových festivalech, jako je Masters of Rock a Metalfest Open Air, ale také díky svým vlastním rockovým a pravidelným vánočním koncertům. Vyjadřuje svou vděčnost českým posluchačům za věrnost a přiznává, že není běžné, aby mohla dělat tolik svátečních koncertů jako v Česku, a aby byly tolikrát vyprodány. V roce 2022 a 2023 na těchto koncertech v České republice zazpívala v češtině píseň „Tichá noc“. Pravidelně také přidává píseň „Walking in the Air“, kterou ještě zpívala s Nightwish. Původně se jedná o píseň z animovaného dětského filmu The Snowman.
Tarjiny vánoční koncerty v České republice a zvláště v Olomouci se již pro ni staly tradicí. Zpěvačka má dokonce v největším tuzemském mechanickém betlémě v Olomouci umístěnou vlastní figurku, kde je zobrazena s mikrofonem, jak zpívá před publikem. V roce 2021 byla pozvána, aby do betléma přidala figurku Karla Gotta a arcibiskupa Antonína Cyrila Stojana. V roce 2023 do betléma na požádání umístila figurku Bruce Dickinsona, známého jako hlavního zpěváka heavy metalové kapely Iron Maiden. Bruce Dickinson má také vystupovat v roce 2024 na festivalu Masters of Rock.

## Kontakt se členy Nightwish v současnosti
Tuomas Holopainen
V současnosti Tarja s Tuomasem Holopainenem již formálně komunikuje. V interview publikovaném v roce 2022 pro Metal Hammer uvedl: „Několikrát jsme si psali e-mailem. I když jsou rány stále na obou stranách, je to lepší. Před pár měsíci mi zemřel otec a ona mi okamžitě poslala e-mail vyjadřující její soustrast. Velmi mě to dojalo.“
Holopainen se ohledně faktu, že Tarja a Marko Hietala po vzájemném znovushledání v roce 2023 zpívají na svých koncertech také některé Nightwish písně, vyjádřil, že je jen pozitivní věc, že tyto krásné písně tímto způsobem přivádí k životu.
V září 2024 na Tarjině instagramovém účtu proběhl s ní a Hietalou živý přenos, kde oba odpovídali na dotazy fanoušků. Na otázku, zda by se připojili ke speciálnímu koncertu k oslavě třicátého výročí od založení Nightwish, Tarja odpověděla, že je pro ni těžké o něčem takovém vůbec uvažovat, jelikož životy všech jsou nyní někde jinde. Dodala však, že už před sebou nezavírá žádné dveře a že by takovému pozvání musely předcházet jiné události, které by mezi ní a „klukama“ z kapely vybudovaly důvěru.
Hietala řekl, že by o tom uvažoval, ale musely by mezi ním a kapelou proběhnout nějaké upřímné rozhovory, tváří v tvář a bez organizátorské složky.
Marko Hietala

V roce 2017 tradiční finský rockový vánoční projekt Raskasta Joulua, který zahrnuje účast mnoha rockových umělců, náhodou spojil Tarju s tehdejším zpěvákem a baskytaristou Nightwish, Markem Hietalou. Společně zazpívali píseň „Ave Maria“. Po jednom z koncertů Hietala požádal, aby celá tehdejší produkce přišla do zákulisí a Tarji se přede všemi omluvil za to, co jí kapela provedla. „Brečela jsem jako malá holka,“ dodává zpěvačka v rozhovoru pro magazín Prisma.

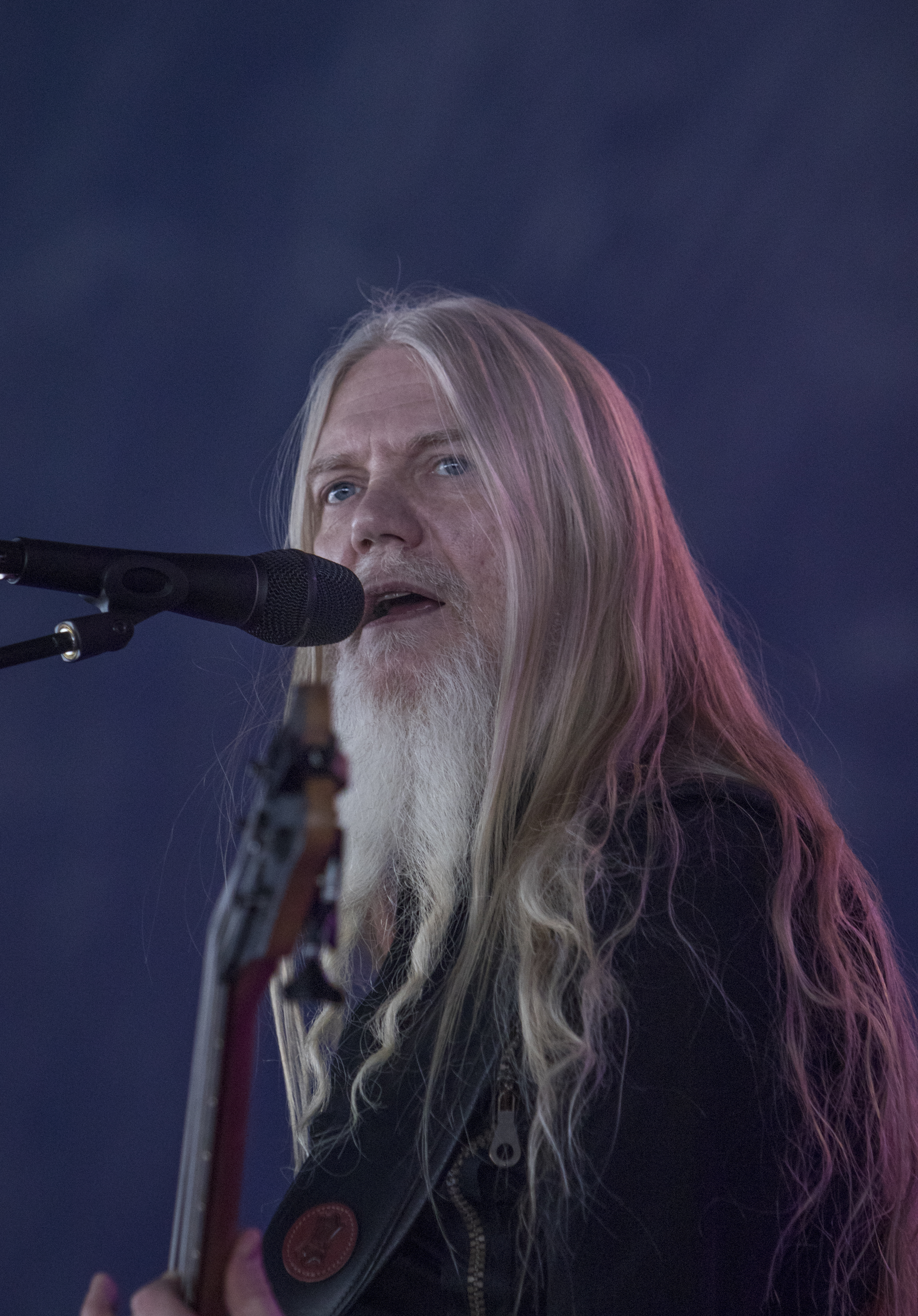
Marco Hietala na Tuska Open Air Metal Festivalu 2019 v Helsinkách, ve Finsku (Kalasatama)

Znovu se Tarja a Hietala setkali v létě 2023 na Tarjině koncertu v rámci turné Best of: Living the Dream, ve Švýcarském městě Pratteln v rámci festivalu Z7 Summer Nights Open Air, a posléze i na koncertu na hradě Olavinlinna ve finské Savonlinně, kde na obou událostech zazpívali píseň „The Phantom of the Opera“.
V rozhovoru pro magazín Chaoszine v listopadu 2023 Tarja řekla: „Samozřejmě, že jsem byla nervózní, znovu se potkat s Markem na pódiu a zpívat s ním Fantoma Opery. Oba jsme ale byli velmi nadšení. Byla to čistá emoce a pro Marka ještě více než pro mě, protože já jsem cítila vedle bouři emocí i jakýsi vnitřní klid. Poté, co jsem dokončila svůj koncert, Marko na mě čekal a skoro v slzách mi řekl, že to co se dnes stalo bylo velmi důležité. V rozhovoru pro Radio Rock ohledně alba Dark Christmas dále dodala: „Za svůj život jsem Fantoma Opery zpívala s mnoha zpěváky, ale fakt, že ho zpívám s Markem, to byl opravdový okamžik. Cítila jsem, že ta píseň je naše. Že vždycky byla naše. A věřím, že Marko to cítil stejně. Dlouze jsme spolu po představení mluvili.“ 
V roce 2008 pro finské periodikum Iltalehti Hietala řekl: „Po rozchodu jsme se neviděli ani nemluvili. Samozřejmě jsme smutní, protože kdysi bylo všechno dobré – byli jsme přátelé bez ohledu na to, co o tom říkají ostatní. Velmi jsme se navzájem respektovali.“
Během interview pro El Planeta Del Rock na začátku roku 2024 Hietala prozradil, že poté, co ustalo vše špatné z minulosti, zjistil, že mu stále chybí jeho přítel. Uvedl také, že když přišel do Nightwish, už byla skupina rozdělena na dva tábory a bylo pro něj těžké rozlišit, kde je pravda. Za většinu problémů podle něj mohla špatná komunikace mezi dvěma managementy, jež společně s médii mezi ním a Tarjou propast jen prohloubili.

V rozhovoru pro časopis Spark Rock Magazine Hietala uvedl, že ho vždycky mrzelo, že se s Tarjou jako lidé odcizili a že vždy doufal, že se jejich cesty znovu střetnou. „Někdy je tady ale strach udělat ten první krok,“ dodává. Jejich setkání v roce 2017 pro ně bylo plné emocí a oni zjistili, že neexistuje důvod, aby spolu nekomunikovali. Od té doby spolu byli v kontaktu, což vyústilo ve společné koncerty.

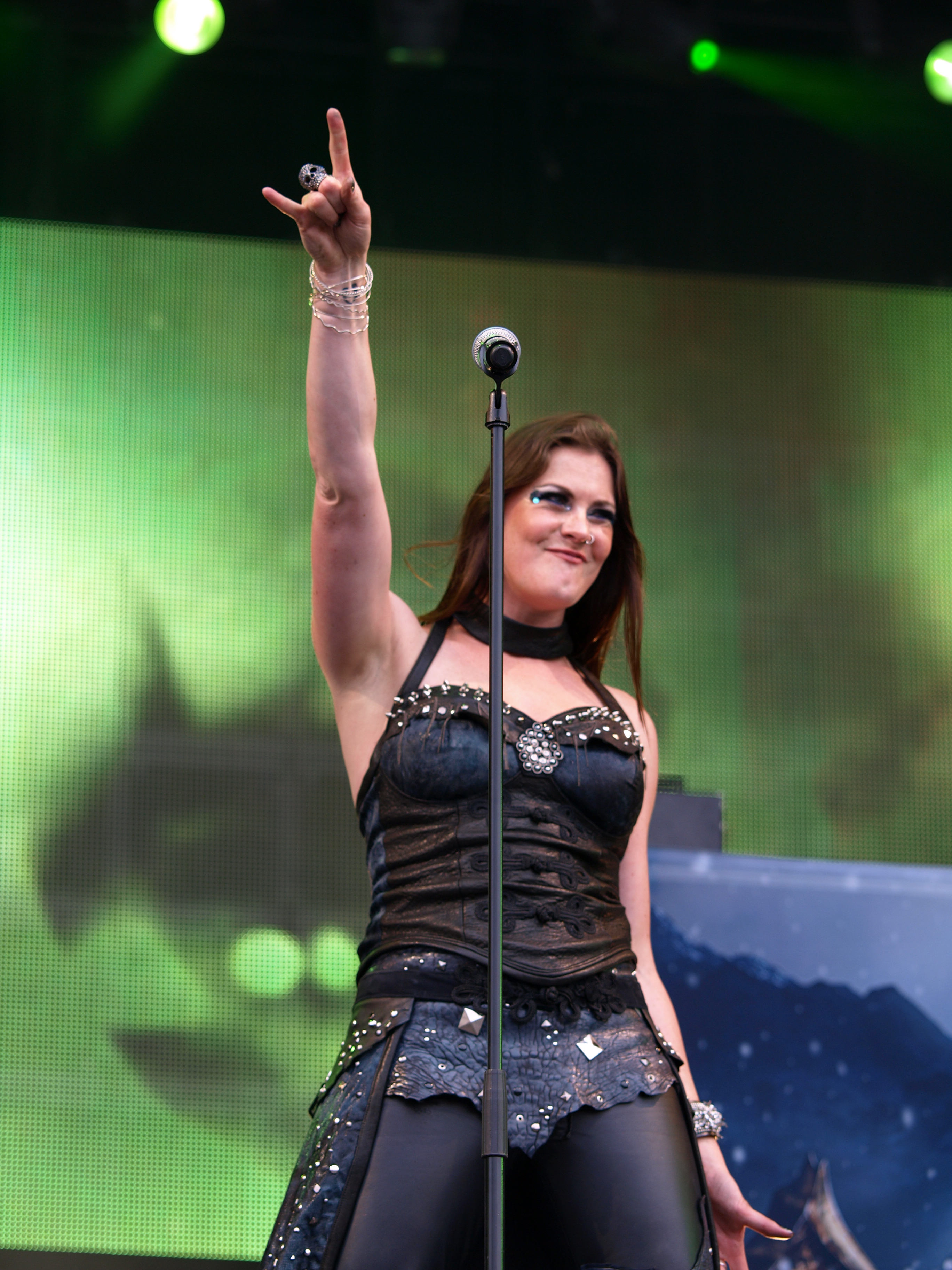
Floor Jansen na Tuska Open Air, 2013

Tarja potvrdila, že si s bývalým baskytaristou Nigthwish buduje nový vztah, jelikož jsou dnes oba jinými lidmi, než jakými bývali kdysi. Pro YouTube kanál WackenTV Hietala uvedl, že kvůli jeho pití bylo tehdy v kapele těžké ho poznat a že to mělo stejný efekt i naopak. Hietala nevyloučil možné založení společné kapely nebo projektu. Tarja pro finské rádio Tonin Tunnit uvedla, že mají naplánovaná společná turné až do roku 2026.
Floor Jansen
Zpěvačka je také dlouholetou kamarádkou s Nizozemkou Floor Jansen, současnou zpěvačkou skupiny Nightwish. Tarja ji poznala ještě v době, kdy sama byla součástí kapely a Jansen byla členkou bývalé nizozemské kapely After Forever, která otevírala pro Nightwish koncerty v roce 2002.
V roce 2013 zpěvačka pozvala Floor Jansen na svůj koncert v rámci festivalu Metal Female Voices Fest v Belgii, kde spolu zazpívaly píseň „Over the Hills and Far Away“, původní píseň Garryho Moorea, kterou Tarja zpívala ještě s kapelou. Shledání se odehrálo krátce po připojení Jansen k Nightwish. Obě také uskutečnily online živý přenos pro fanoušky na Tarjině Instagramu během pandemie covidu-19, kde spolu skoro hodinu hovořily. Tarja v roce 2022 v rozhovoru uvedla, že jsou spolu stále v kontaktu a vzájemně se podporují, což po rakovinovém onemocnění Floor Jansen ještě zesílilo. Tarja ji nazývá „sestrou v metalu“
Anette Olzon
Anette Olzon, Tarjina následnice v Nightwish, v pozici hlavní zpěvačky, několikrát vyjádřila Tarji na sociálních sítích svou podporu. Komentářem také sdělila svou radost nad tím, že Tarja znovu spolupracuje s Markem Hietalou. Tarja v několika rozhovorech z roku 2025 řekla, že spolu s Olzon nikdy nemluvila, ale že by si to přála. Podle zpěvačky mají spoustu věcí k probírání.

## Kapela
Jako sólová umělkyně Tarja nemá pevnou hudební kapelu, ale s některými muzikanty spolupracuje dlouhodobě, například:
- Alexander Scholpp – kytara[326][327]
- Julian Barett – kytara[328]
- Christian Krestchmar – klávesy[256]
- Doug Wimbish – basová kytara[329]
- Max Lilja (spoluzakladatel kapely Apocalyptica) – violoncello[330]

V minulosti spolupracovala také s Mikem Terranou – bicí a perkuse

## Diskografie

### Sólová tvorba

#### Rocková studiová alba
- My Winter Storm (2007)
- What Lies Beneath (2010)
- Colours in the Dark (2013)
- The Shadow Self (8/2016)
- In The Raw (2019)

#### Klasická a ostatní studiová alba
- Henkäys ikuisuudesta (2006)
- Ave Maria – En Plein Air (2015)
- From Spirits and Ghosts (Score for a Dark Christmas) (2017)
- Outlanders (2023)
- Dark Christmas (2023)

#### Koncertní alba
- In Concert: Live at Sibelius Hall (2011)

- Act I: Live in Rosario (2012)
- Beauty and the Beat (2014)
- Luna Park Ride (2015)
- Act II (2018)
- Christmas Together: Live at Olomouc (2020)
- Rocking Heels: Live at Metal Church (2023)
- Rocking Heels: Live at Hellfest (2024)[332][333]
- Tarja - Circus Life - CD jako součást digipak, (2025)[334]

#### EP
- The Seer (2008)
- Left in the Dark (2014)
- The Brightest Void (6/2016)
- Extra Raw (2020)

#### Kompilace
- Best of: Living the Dream (2022)

#### Znovu vydaná alba
- What Lies Beneath, přepracované vydání s bonusovým obsahem (4/2024)[335]

#### Video alba a vydání
- Henkäys ikuisuudesta: Christmas Concert live at Sibelius Hall (2008), DVD[336]
- In Concert – Live at Sibelius Hall (2011), DVD, Blu-ray[337]
- Act I: Live in Rosario (2012), DVD, Blu-ray[338]
- Beauty and the Beat (2014), DVD, Blu-ray[339]
- Luna Park Ride (2015), DVD, Blu-ray[340]
- Act II (2018), DVD, Blu-ray[341]
- Christmas Together : Live from Germany (2020), živé vysílání[342]
- Circus Life (2022), Blu-ray v box setu Best Of: Living The Dream[343]
- Outlanders (2021–2023), vizualizéry, YouTube[131]
- Rocking Heels : Live At Metal Church (2023), streamovací platformy, YouTube
- Dark Christmas Feature Film (2023), vybraná kina, streamovací platformy[344]

### Alba s Nightwish
- Angels Fall First (1997)
- Oceanborn (1998)
- Wishmaster (2000)
- Over the Hills and Far Away (2001)
- Century Child (2002)
- Once (2004)